# Tramwaje w Gdańsku
Tramwaje w Gdańsku – system komunikacji tramwajowej w Gdańsku obsługiwany przez Gdańskie Autobusy i Tramwaje Sp. z.o.o. na zlecenie Zarządu Transportu Miejskiego.
Długość gdańskiej sieci tramwajowej wynosi 58,1 km. Rozstaw szyn to 1435 mm. Łączna długość toru pojedynczego wynosi 109,2 km. Tramwaje zasilane są z sieci jezdnej prądem stałym o napięciu 600 V.

## Charakterystyka sieci
Całość sieci znajduje się w granicach administracyjnych miasta Gdańska. Torowiska są w 85% długości wydzielone z ruchu ulicznego. Zdecydowana większość tras jest dwutorowa, wyjątkiem są odcinki jednotorowe w dzielnicach Brzeźno i Nowy Port, jednakże nie odbywa się na nich ruch kolizyjny – pełnią one funkcje pętli ulicznych. Torowiska biegną głównie przez tereny zurbanizowane, wyjątkiem jest linia do kąpieliska morskiego na Stogach biegnąca przez Las Miejski.
Sieć tramwajowa pokrywa przede wszystkim Dolny Taras i Śródmieście, łącząc również Wyspę Portową czy Siedlce. W 2007 roku linia tramwajowa dotarła na Chełm, w 2012 ukończono trasę na Łostowice i Orunię Górną przez Ujeścisko. W 2015 roku oddano do użytku linię tramwajową na Piecki-Migowo i do Brętowa, a w 2020 linię w ciągu nowo wybudowanej Alei Pawła Adamowicza zakończoną pętlą autobusowo–tramwajową Ujeścisko. W 2023 roku oddano do użytku trasę równoległą do ul. Warszawskiej łączącą pętlę Ujeścisko z torowiskiem w ciągu Al. Havla. Zachodnie dzielnice miasta obecnie pozbawione są komunikacji tramwajowej.
Linia tramwajowa na Chełm jest najbardziej stromą linią tramwajową w Polsce. Również różnica poziomów pomiędzy najniższym a najwyższym punktem torów jest największa w Polsce (110 metrów). Posiada cechy szybkiego tramwaju. Trzy pętle tramwajowe (Jelitkowo, Brzeźno Plaża, Stogi Plaża) oraz przystanek końcowy Brzeźno Dom Zdrojowy położone są w odległości kilkuset metrów od brzegu Zatoki Gdańskiej, w związku z czym mają duże znaczenie dla obsługi ruchu turystycznego.
Tramwaje stacjonują w dwóch zajezdniach, przy ulicy Wita Stwosza w Strzyży oraz przy ulicy Władysława IV w Nowym Porcie. W halach mieści się około 40% wszystkich tramwajów.

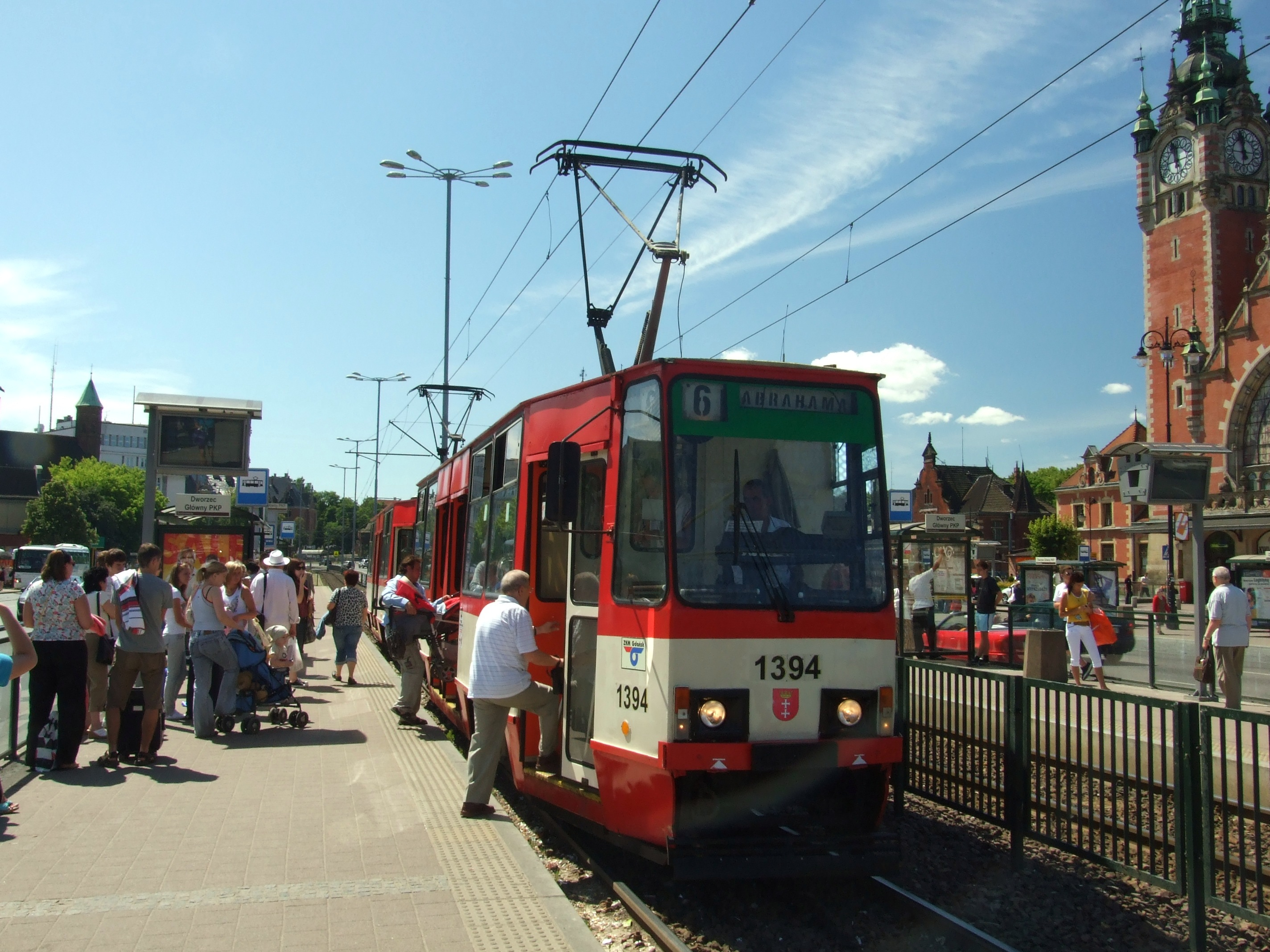
Konstal 105Na przy Dworcu głównym, 2010 rok
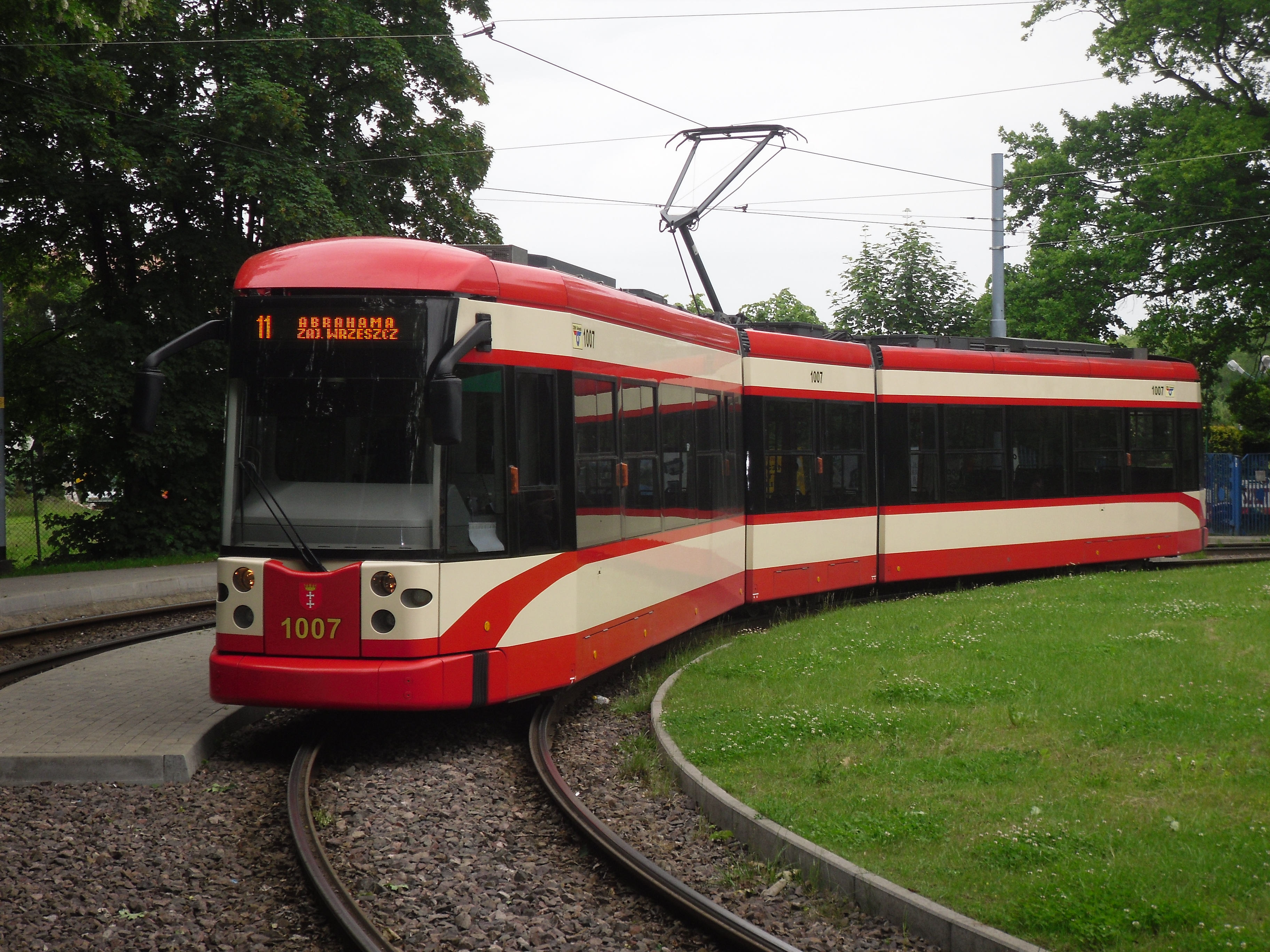
Bombardier Flexity Classic na pętli Strzyża, 2009 rok
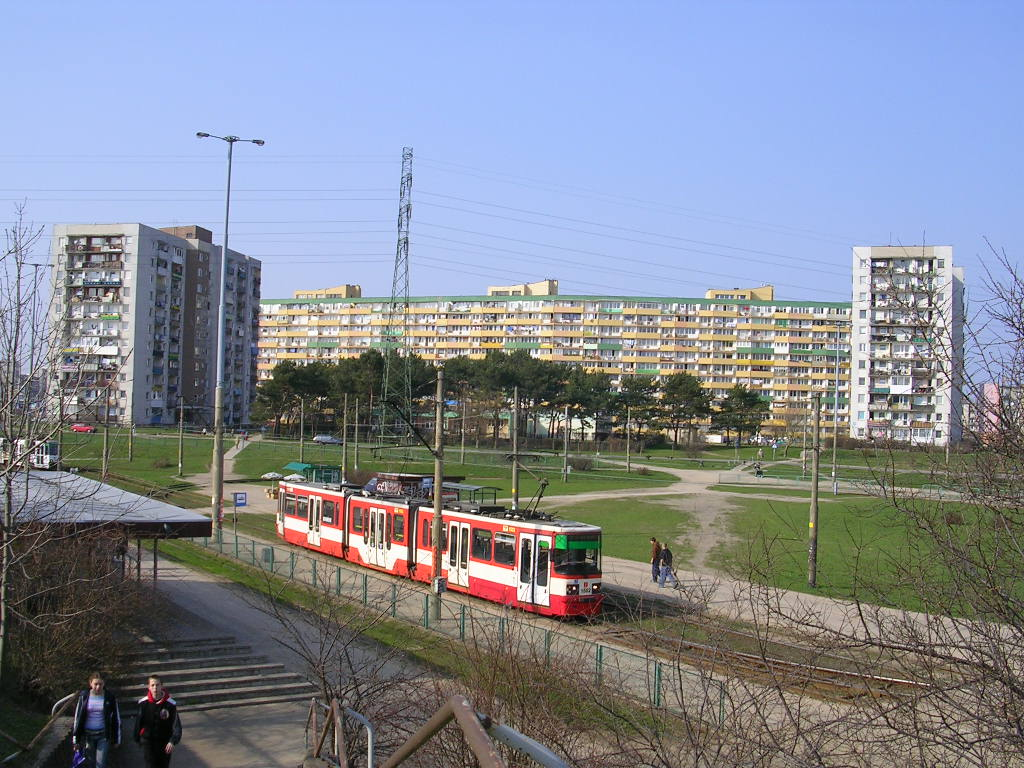
Konstal 114Na na pętli Zaspa, 2005 rok
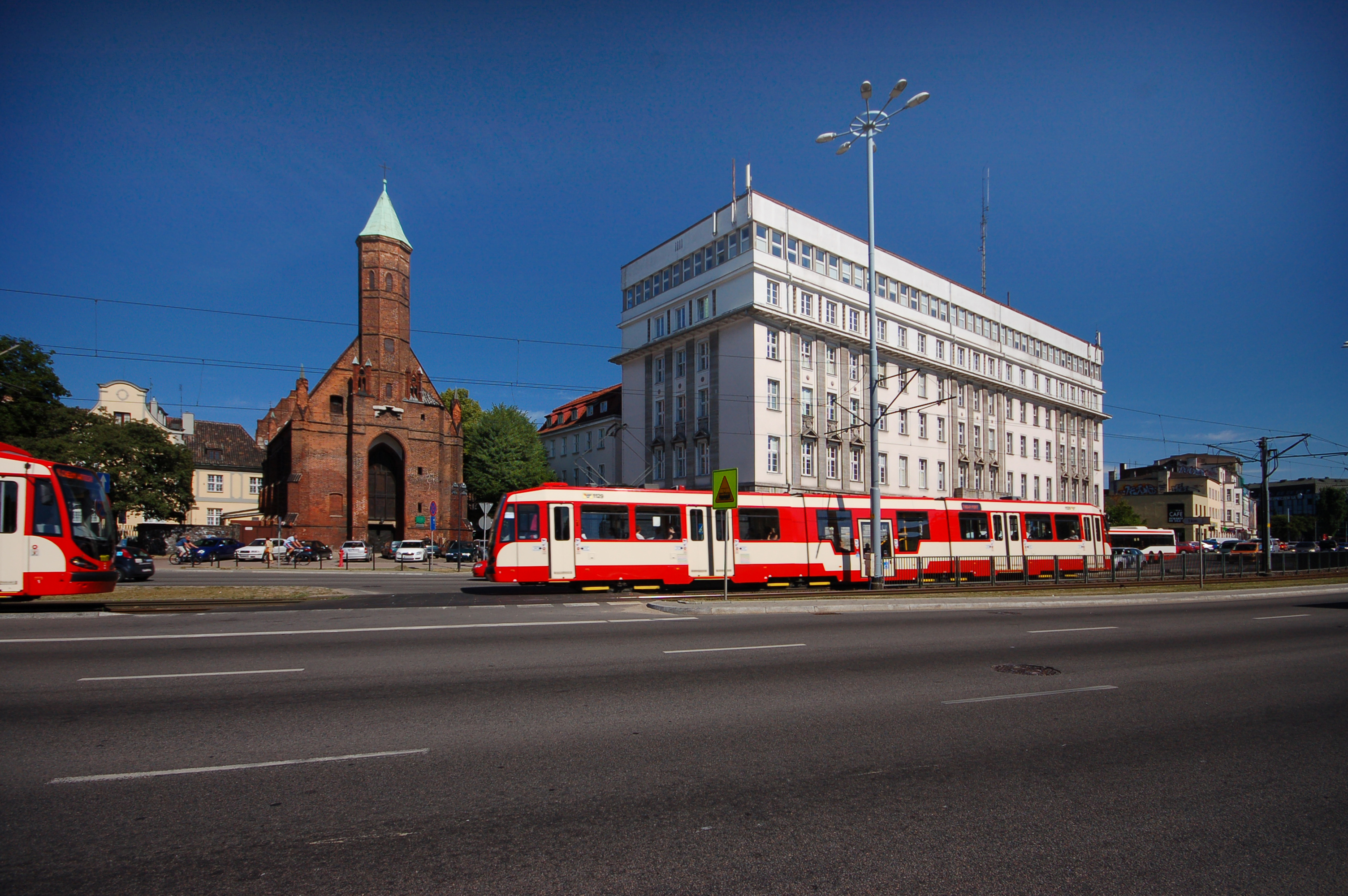
N8C-NF w centrum, 2010 rok
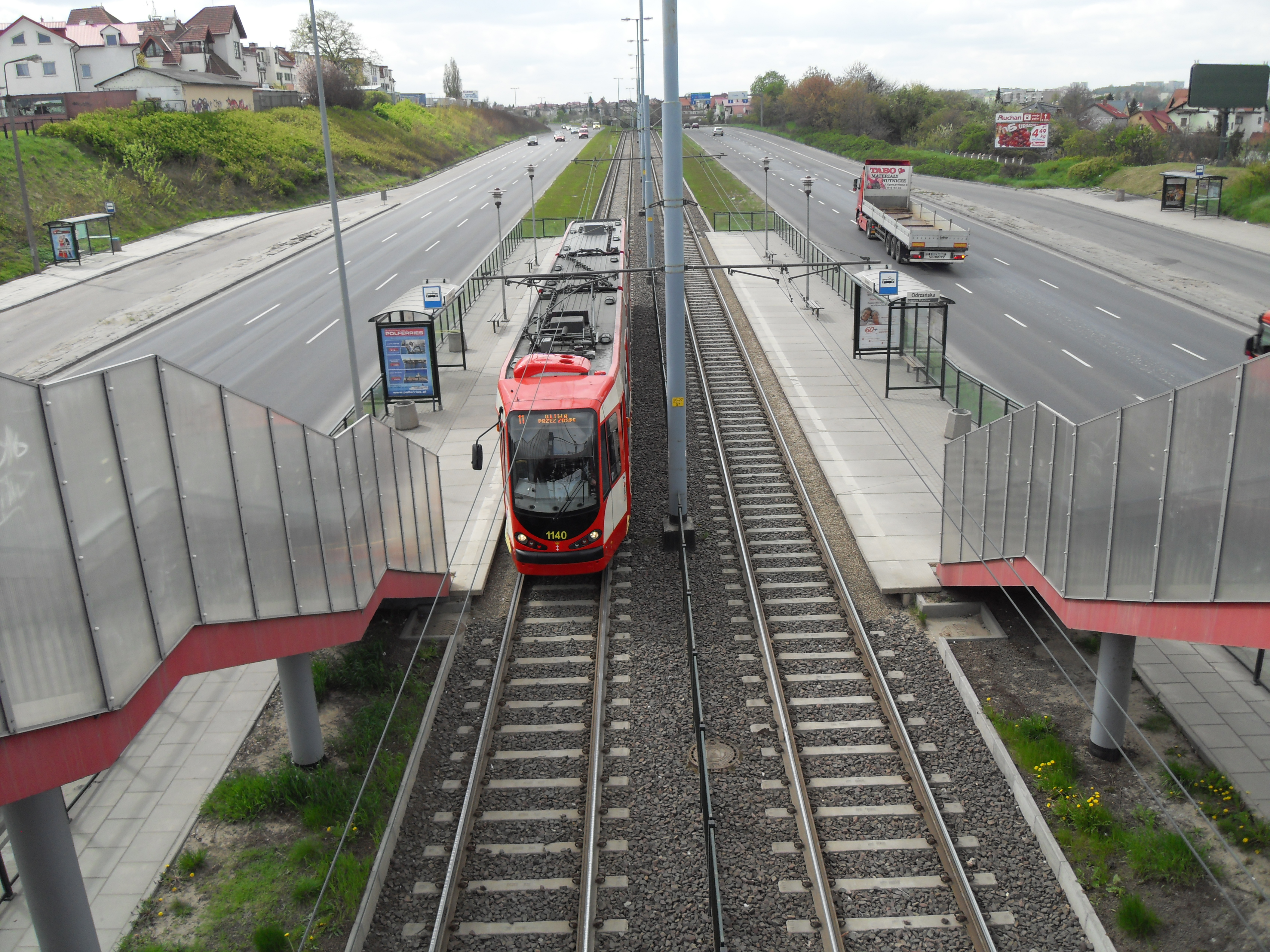
N8C-NF na Trasie W-Z, 2011 rok
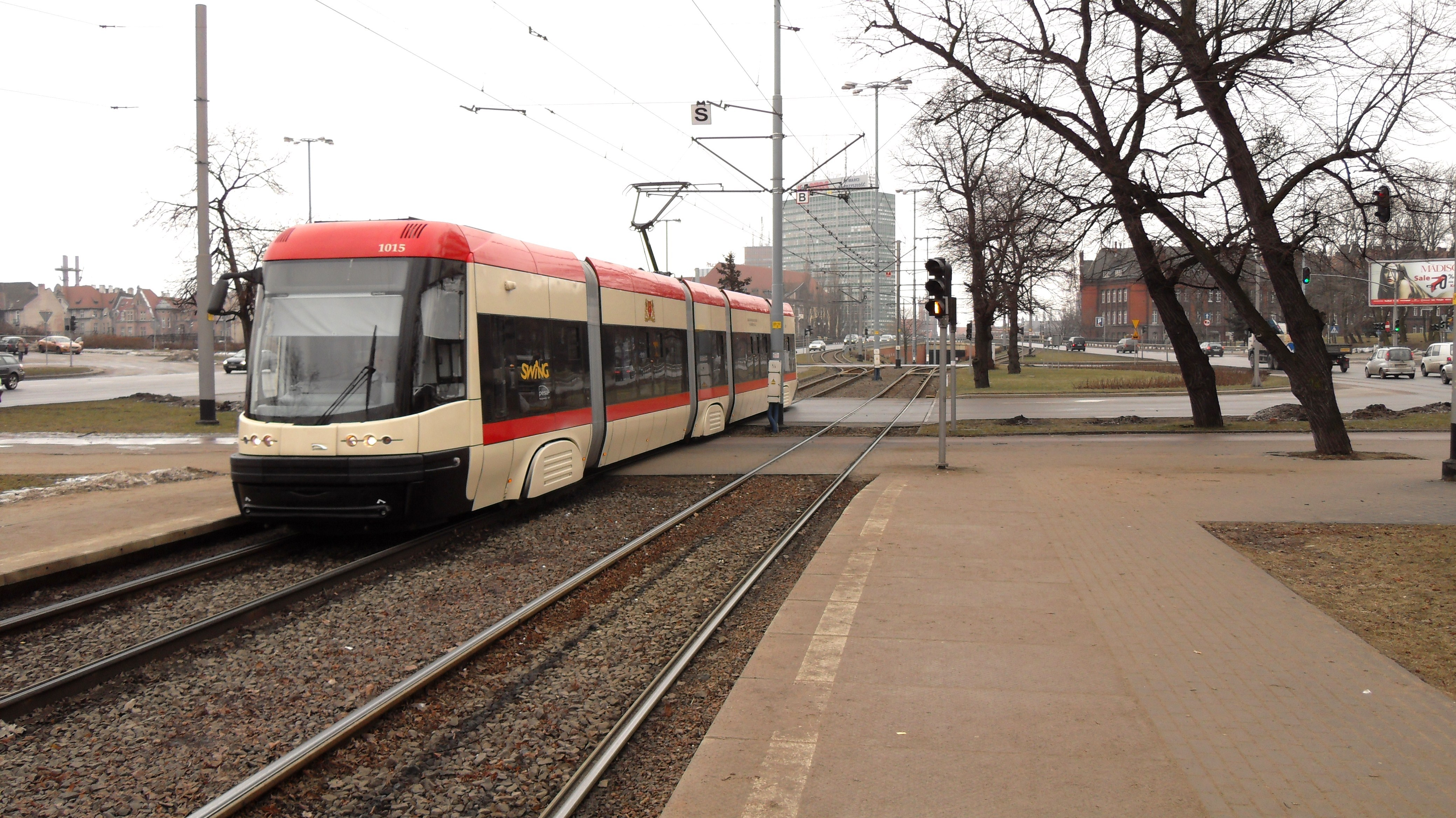
Pesa Swing na Bramie Oliwskiej, 2011 rok
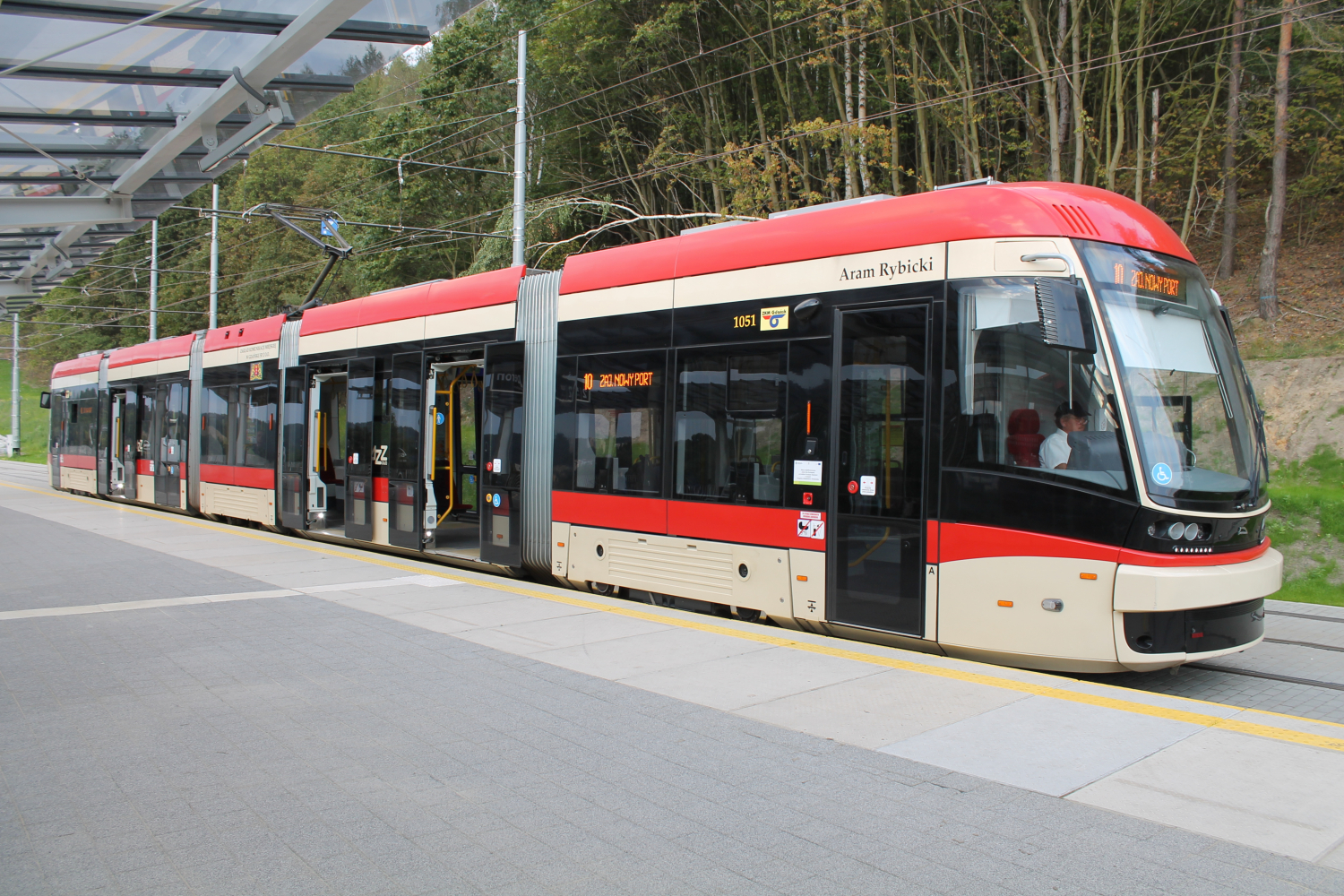
Pesa Jazz na krańcówce Gdańsk Brętowo, 2015 rok

## Historia komunikacji tramwajowej w Gdańsku

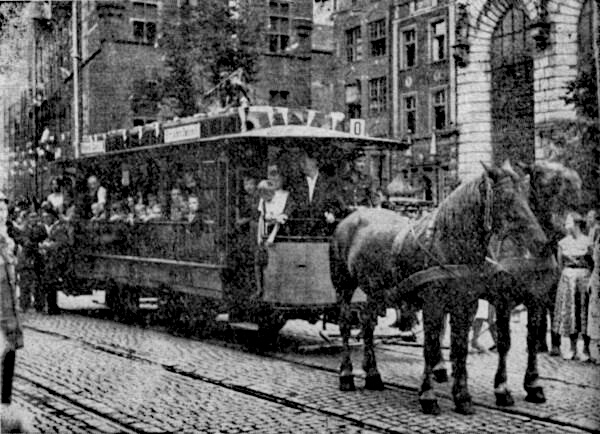
Tramwaj konny (rekonstrukcja historyczna z okazji Dni Gdańska) na Długim Targu ok. 1960 r.

### Tramwaj konny
Pierwsza linia tramwaju konnego uruchomiona została przez berlińskie przedsiębiorstwo Deutsche Pferdeeisenbahn 23 czerwca 1873, na trasie z Heumarkt (Targ Sienny) przez Wrzeszcz do Oliwy, gdzie zlokalizowana została pierwsza zajezdnia tramwajowa. Po roku została zawieszona trasa między Wrzeszczem a Oliwą z powodu silnej konkurencji kolei. W 1877 majątek berlińskiego przedsiębiorstwa kupiło gdańskie przedsiębiorstwo Otto Braunschweig und Oskar Kupferschmidt.
Uruchomiło ono następujące linie:
- z Centrum na Orunię (1878),
- z Kohlenmarkt (Targ Węglowy) przez Langgasse (ulicę Długą), Langer Markt (Długi Targ) i Langgarten (Długie Ogrody) do Bramy Żuławskiej oraz Dolnego Miasta (1883),
- z dworca kolejowego Gdańsk Brama Nizinna przy dzisiejszej ulicy Toruńskiej przez Główne Miasto do Fischmarkt (Targu Rybnego) (1886),
- z Centrum do Siedlec (1886).

W okresie tym w Gdańsku funkcjonowały następujące zajezdnie tramwajowe:
- we Wrzeszczu przy Mirchauer Weg (dzisiejsza Partyzantów – pierwsza zajezdnia w mieście),
- przy Weidengasse (dzisiejszej Łąkowej) na Dolnym Mieście,
- drewniane hale na Oruni i Siedlcach[8].

W lipcu 1889 Hermann Kulling – właściciel brzeźnieńskiego zakładu kąpielowego oraz domu kuracyjnego uruchomił swoją prywatną linię tramwaju konnego ze stacji kolejowej Brzeźno (linia kolejowa relacji Gdańsk – Nowy Port) do kurortu w Brzeźnie. Tramwaj konny woził pasażerów do 1899, a w 1900 uruchomiono linię tramwaju elektrycznego.

### Początek tramwajów elektrycznych

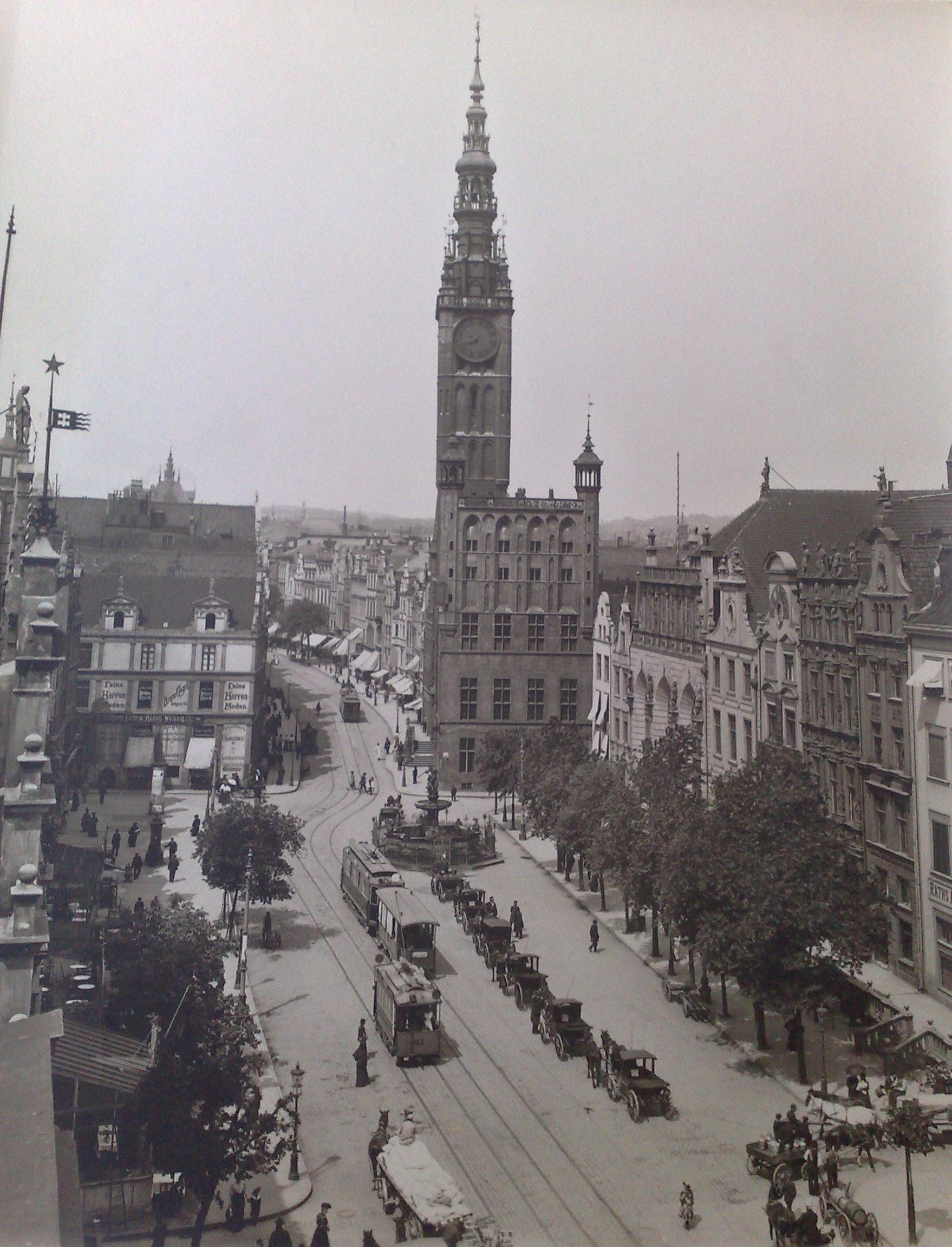
Tramwaje elektryczne na Długim Targu, 1906

W 1894 przedsiębiorstwo AEG z Berlina wykupiło przedsiębiorstwo Danziger Straßeneisenbahn. Wtedy równocześnie podjęto decyzję o elektryfikacji sieci tramwajowej, którą rozpoczęto rok później. Pierwsze regularne połączenie uruchomiono 12 sierpnia 1896 w kierunku Oruni oraz Siedlec. Do Wrzeszcza z Centrum pierwszy tramwaj elektryczny pojechał dopiero 28 sierpnia 1896, gdyż istniała konieczność usunięcia kolizji sieci trakcyjnej z napowietrznymi przewodami telefonicznymi i energetycznymi. Do końca roku wszystkie linie tramwaju konnego zostały zelektryfikowane, a także wybudowano torowisko łączące nowy Dworzec Główny z Kohlenmarkt (Targiem Węglowym). Wydłużono także istniejącą linię z Fischmarkt (Targu Rybnego) przez dzisiejszą ulicę Wałową do Stadtgraben (Podwala Grodzkiego). Po zakończeniu elektryfikacji przedsiębiorstwo AEG przekazało tramwaje pod administrację przedsiębiorstwa Allgemeinen Lokal- und Straßenbahngesellschaft (ALSAG).
W 1899 w Nowym Porcie powstało drugie przedsiębiorstwo tramwajowe pod nazwą Danziger Elektrische Strassenbahn, które otworzyło w 1900 dwie linie z Wrzeszcza do Brzeźna i z Brzeźna przez Nowy Port do Stoczni Schichaua (ulicą Schichaugasse, dziś Jana z Kolna). Linia w stronę centrum została później wydłużona do Kassubischer Markt (okolice dzisiejszego C.H. Madison), a następnie przez Pfefferstadt (dziś ul. Korzenna) do Breitgasse (ul. Szeroka) pod sam Żuraw. Przedsiębiorstwo z Nowego Portu posiadało zajezdnię przy Fischmeisterweg (dziś ul. Wyzwolenia). W 1903 nastąpiło połączenie dwóch przedsiębiorstw Allgemeine Strassen und Eisenbahn Gessellschaft i Danziger Elektrische Strassenbahn w jedno przedsiębiorstwo Danziger Elektrische Strassenbahn A.G. z siedzibą we Wrzeszczu. W 1904 wybudowano torowisko na wiadukcie Błędnik łączące torowisko na Wielkiej Alei z torowiskiem na Stadtgraben (Podwalu Grodzkim). Od tamtej pory w rejon Dworca Głównego kierowano co drugi skład tramwajowy. 18 lipca 1908 uruchomiona została linia z rynku w Oliwie (Am Markt) przez Seestraße (ulicę Pomorską) do Jelitkowa.

### Tramwaje podczasI wojny światowej
Z dniem 1 maja 1914 wprowadzono numerację linii, która zastąpiła dotychczasowe tablice kierunkowe z nazwą przystanku końcowego. W lutym 1917 zaczęło brakować węgla i części zamiennych, z tego powodu na źle utrzymanym torowisku zaczęły występować awarie i wykolejenia. W styczniu 1919 nastąpił kryzys, z powodu którego zawieszono kursowanie kilku linii.

### Tramwaje wWolnym Mieście Gdańsku
Pod koniec 1919 zaczęto przywracać zawieszone linie, zmieniając jednocześnie częściowo numerację linii, dodatkowo przekierowano linie z Promenade (dziś 3 Maja) na Stadtgraben (Podwale Grodzkie), po czym w 1926 zlikwidowano torowisko na Promenade. W 1925 przystąpiono do budowy trasy z Centrum w kierunku Stogów, którą otwarto 4 lipca 1927. W 1926 otworzono torowisko na nowo powstałej Paul-Beneke-Weg (dziś Marynarki Polskiej), likwidując jednocześnie jednotorową trasę wzdłuż nabrzeża portowego na ulicy Broschkischerweg (Wiślnej). W tym samym czasie w Nowym Porcie powstały dwie pętle uliczne, „mała” dla linii z Centrum i „duża” dla linii z Brzeźna. W 1930 roku uruchomiono nową trasę od Wielkiej Alei poprzez Ostseestraße (aleję Hallera) i Bärenweg (ulicę Mickiewicza) do pętli na skrzyżowaniu Heeresanger (al. Legionów) z Magdeburger Straße (ul. Kościuszki). Dyrekcja przedsiębiorstwa DES AG została przeniesiona do budynku przy Jäschkentaler Weg 2 (dziś dyrekcja GAiT, Jaśkowa Dolina 2). Między Wrzeszczem a Oliwą zmieniono przebieg trasy likwidując linię na Hohenfriedbergweg (Szymanowskiego), prowadząc ją w zamian przez nowo powstałą Friedrich-Allee (aleja Wojska Polskiego). Rozpoczęto również budowę nowej zajezdni tramwajowej we Wrzeszczu wraz z warsztatami głównymi.

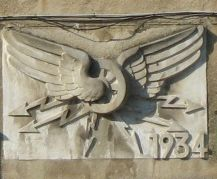
Relief na ścianie zajezdni w Strzyży

W latach 30. gdańskie tramwaje znalazły się w czołówce europejskiej pod względem techniki i wdrożonych rozwiązań (m.in. wprowadzono wagony z obniżoną podłogą przy środkowym wejściu).
W 1934 przebudowano trakcję elektryczną przystosowując ją do pantografów zamiast do odbieraków drążkowych. Starą trakcję pozostawiono na trasie do Siedlec i Oruni, w wyniku czego tramwaje obsługujące tę trasę w celu dojechania do zajezdni przy Weidengasse (Łąkowej) korzystały z torowiska technicznego na Starym Przedmieściu. Zrezygnowano z planowanego wydłużenia linii w kierunku Rudnik i budowy linii z Wrzeszcza przez Suchanino do Centrum. W 1935 otworzono nową zajezdnię tramwajową we Wrzeszczu przy dzisiejszej ulicy W. Stwosza, a stara zajezdnia przy Mirchauer Weg (Partyzantów) została zaadaptowana na zajezdnię autobusową.
W 1942 została utworzona spółka akcyjna Verkehrsbetriebe Danzig Gothenhafen AG, w skład której weszła spółka DES AG. Planowano wówczas likwidację linii tramwajowych na trasach z Centrum do Siedlec i Oruni oraz zastąpienie ich liniami trolejbusowymi. Planów tych jednak nie zrealizowano. Do 24 marca 1945 tramwaje kursowały po mieście normalnie. Po ostrzelaniu przez wojska radzieckie elektrowni miejskiej na Ołowiance nastąpiło wyłączenie zasilania, przez co część tramwajów stanęła na ulicach. Podczas walk ulicznych wagony tramwajowe wykorzystywane były jako barykady.

### Odbudowa po 1945 roku
Po zakończeniu działań wojennych sieć trakcyjna przestała istnieć, torowiska były poważnie uszkodzone przez pociski artyleryjskie, żaden wagon nie był zdatny do ruchu. W kwietniu 1945 roku, od razu po zakończeniu działań wojennych przystąpiono do odbudowy infrastruktury tramwajowej. Z inicjatywy Zarządu Miejskiego w Gdańsku powstał Miejski Zakład Komunikacyjny w Gdańsku. Do Gdańska przybyły ekipy poznańskich, warszawskich i łódzkich tramwajarzy, którzy wspólnie z gdańszczanami przystąpili do zabezpieczenia i inwentaryzacji ocalałego majątku. W pobliże zajezdni we Wrzeszczu pościągane zostały wagony lub ich pozostałości. Sama zajezdnia we Wrzeszczu ucierpiała niewiele, zajezdnia przy Łąkowej straciła dach na obu halach oraz budynek warsztatowy. 28 czerwca 1945 roku zaczęto ponownie uruchamiać komunikację tramwajową. Odbudowę ze zniszczeń torowisk tramwajowych zakończono w 1947 roku. Odbudowane zostały wszystkie trasy istniejące przed zniszczeniem. Zlikwidowano jedynie torowiska na ulicach Szerokiej, Kowalskiej i Korzennej oraz trasę techniczną na Starym Przedmieściu. Nowością była trasa do Sopotu uruchomiona w 1946 roku.

### 1947–1988

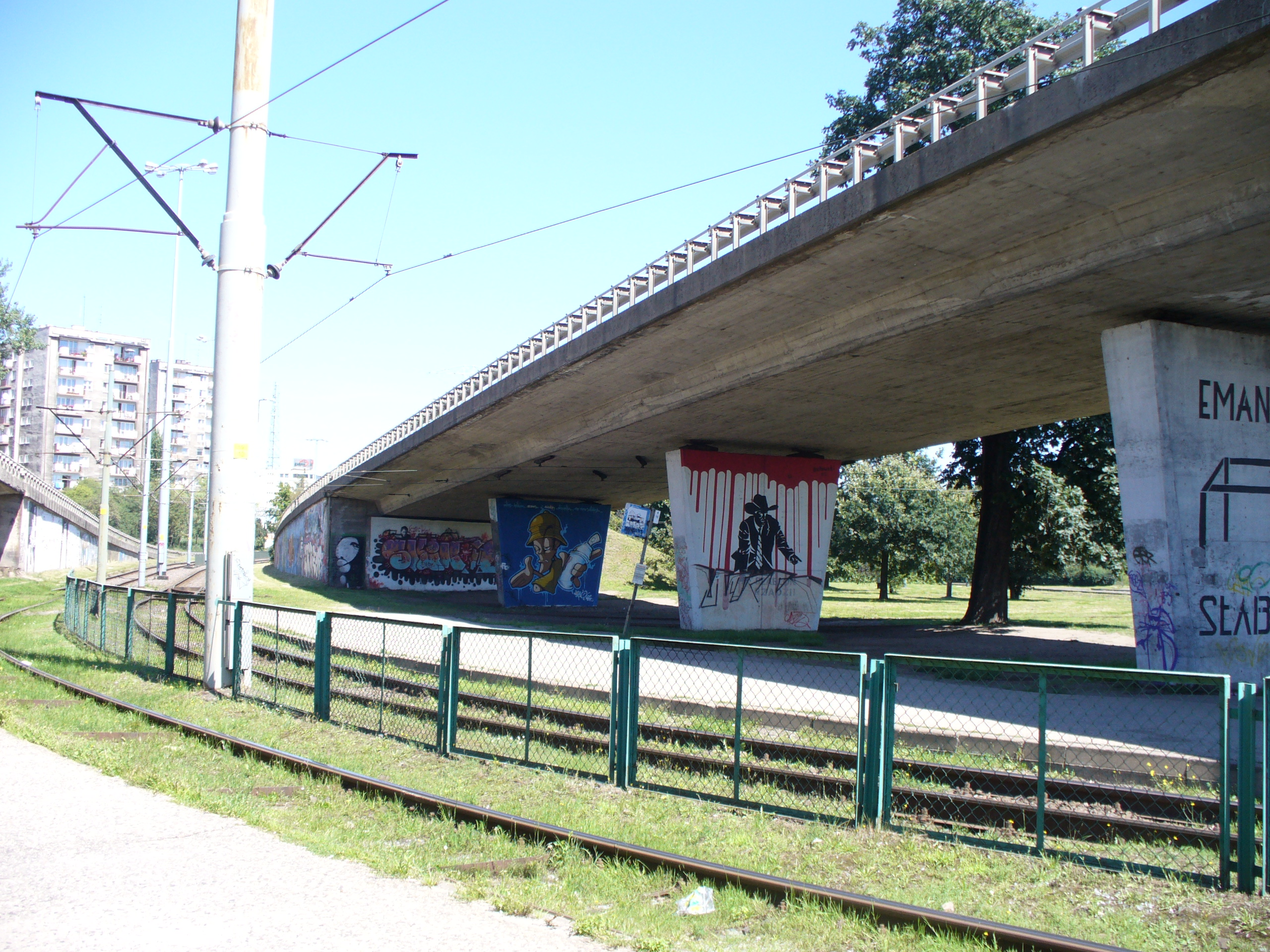
Węzeł Kliniczna otwarty w 1981 roku

Po wojnie sukcesywnie likwidowano tory znajdujące się w gęstej zabudowie Śródmieścia, aby zgodnie z modernistyczną ideologią tramwaj jeździł wyłącznie głównymi arteriami.
W wyniku budowy drogi krajowej nr 1 na przestrzeni lat powstały nowe szerokie ulice z wytyczonym torowiskiem tramwajowym. W 1948 roku w Oliwie otworzono nową pętlę przy skrzyżowaniu alei Grunwaldzkiej z ulicą Armii Radzieckiej (obecnie Opata Jacka Rybińskiego), likwidując jednocześnie pętlę na Starym Rynku Oliwskim. 1 stycznia 1951 roku powstało nowe przedsiębiorstwo pod nazwą Wojewódzkie Przedsiębiorstwo Komunikacyjne Gdańsk-Gdynia.
W 1955 roku uruchomiona została nocna komunikacja tramwajowa. W 1957 roku przebudowana została na dwutorową trasa na Siedlce w ciągu ulicy Świerczewskiego (dziś Nowe Ogrody). 21 lipca 1959 roku oddana została nowa poszerzona ulica Podwale Przedmiejskie pomiędzy ulicą Okopową a ulicą Chmielną. Likwidacji uległo torowisko na ulicy Długiej, Długim Targu i ulicy Stągiewnej, zaś tramwaje zostały skierowane przez ulicę Okopową, Podwale Przedmiejskie i Wyspę Spichrzów, a następnie przez ulicę Ułańską do ulicy Łąkowej. Zlikwidowano również pętlę uliczną na ulicy Bogusławskiego kierując tramwaj z Oruni do pętli na Targu Węglowym. Znajdujące się tu tory z l. 30. pokryto asfaltem, pod którym spoczywały do listopada 2019, kiedy zostały ponownie odkryte i wyeksponowane. Drugą nową trasą było torowisko od ulicy Mickiewicza do pętli przy ulicy Kolonia Uroda przez aleję Karola Marksa, obecnie Hallera. W 1960 roku przedłużono torowisko od Kolonii Urody do Brzeźna, likwidując jednocześnie torowisko na ulicach Bolesława Chrobrego i Waryńskiego, a tramwaj kończący trasę na ulicy Waryńskiego skierowano do pętli przy ówczesnym porcie lotniczym. Z dniem 1 stycznia 1961 roku zlikwidowano trasę do Sopotu z powodu dużej konkurencji Szybkiej Kolei Miejskiej. Na początku lat 60. wraz z przebudową alei Grunwaldzkiej zlikwidowana została pętla przy ulicy Szymanowskiego, zaś otwarta nowa – przy ulicy Abrahama. Po 42 latach przerwy, w 1968 roku przywrócono torowisko wzdłuż ulicy 3 Maja. W 1968 roku rozpoczęto budowę nowego wiaduktu Błędnik, który oddano do użytku 22 lipca 1970 roku. Na początku lat 70. przy przebudowie ul. Kartuskiej cała trasa na Siedlce stała się dwutorowa. 28 lipca 1971 roku uruchomiona została pętla przy ulicy Doki, jednocześnie likwidacji uległa pętla na Targu Węglowym. Torowisko na ulicy Pomorskiej zostało przebudowane na dwutorowe, a w 1972 roku zlikwidowana została linia na Orunię.
W 1974 roku przedsiębiorstwo WPK G-G przekształcone zostało w Wojewódzkie Przedsiębiorstwo Komunikacyjne w Gdańsku. W 1974 roku, po przeniesieniu portu lotniczego do Rębiechowa rozpoczęła się budowa nowej trasy od pętli tramwajowej przy ulicy Kościuszki do ulicy Pomorskiej w Jelitkowie, w ciągu której wybudowano dużą pętlę tramwajową na nowo powstającej wówczas dzielnicy Zaspa. Trasa została otwarta 31 grudnia 1977 roku. 22 lipca 1980 roku otwarte zostało torowisko wzdłuż ulicy Klinicznej.
W 1980 roku powstał projekt budowy trasy tramwajowej łączącej ówczesną sieć z nowymi osiedlami na Górnym Tarasie. W tym celu należało wybudować torowisko na Chełm. Trasa ta, mimo że jej długość wynosi zaledwie 2,9 km, posiada bardzo trudny profil. Z przyczyn technicznych, a później finansowych, realizacja projektu była wielokrotnie odkładana i trasa na Chełm została ostatecznie zbudowana 27 lat później.
17 grudnia 1981 roku rozpoczęto eksploatację torowiska leżącego w ciągu przedłużonej do trasy W-Z ulicy 3 Maja oraz na nowym wiadukcie nad linią kolejową, który jest częścią tej właśnie trasy. Otwarta została nowa pętla Kliniczna, co pozwoliło na likwidację pętli Doki.

### 1989–2012

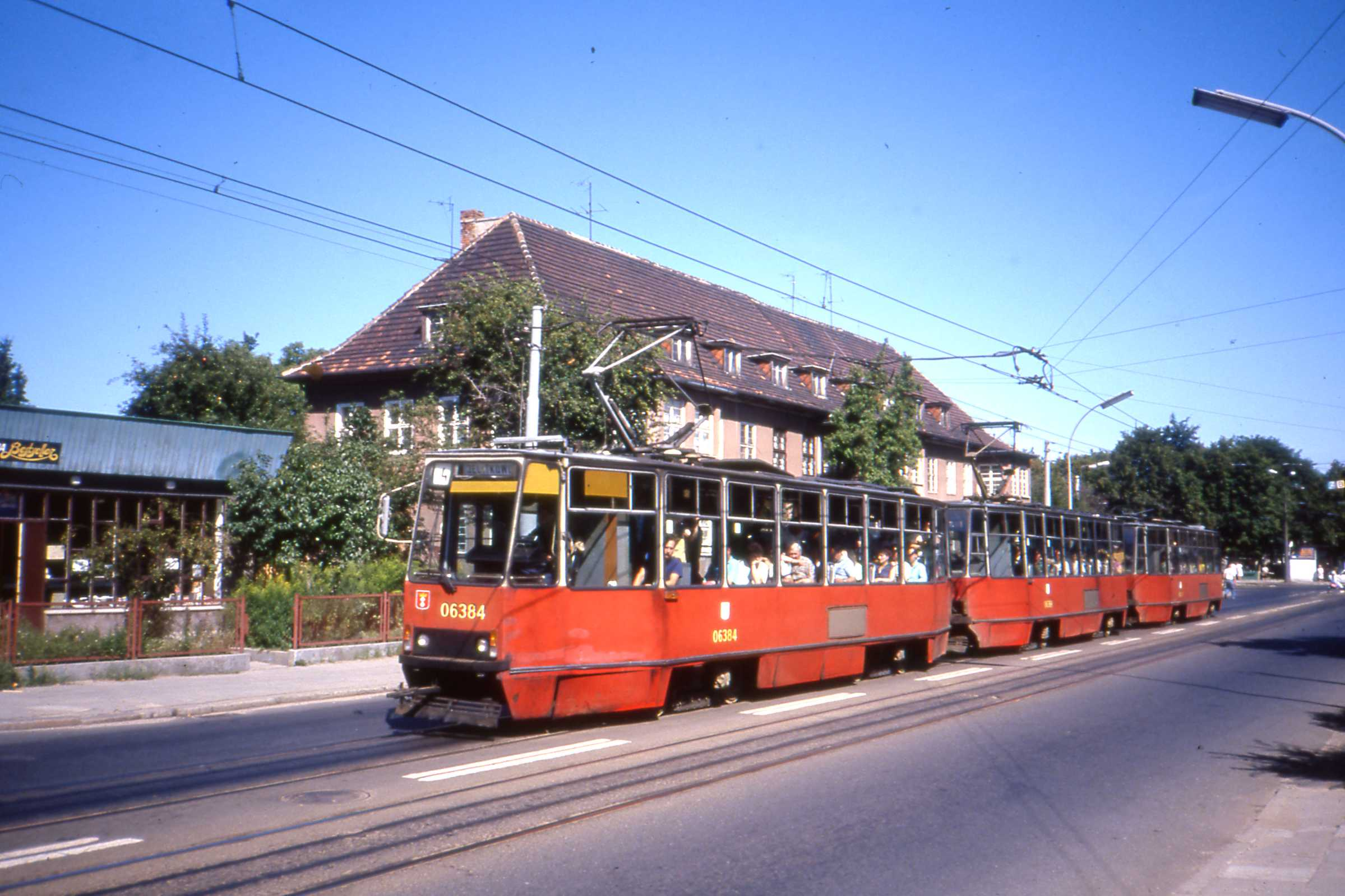
Potrójny skład wagonów typu 105N w 1990 r.

W 1989 roku WPK zostało podzielone, a w jego miejsce w Gdańsku powstało Przedsiębiorstwo Komunikacji Miejskiej, które w 1991 roku zostało przekształcone w zakład budżetowy miasta Gdańska pod nazwą Zakład Komunikacji Miejskiej w Gdańsku. Na początku lat 90. powstał nowy odcinek Podwala Przedmiejskiego między ulicami Chmielną oraz Łąkową wraz z nowym mostem drogowym, w wyniku czego likwidacji uległ prowizoryczny most saperski nad Nową Motławą. Trasa ta została wydłużona w 1995 roku poprzez wybudowanie odcinka Podwala Przedmiejskiego od ulicy Łąkowej do ulicy Siennickiej. Umożliwiło to zlikwidowanie tramwaju wzdłuż ulicy Długie Ogrody.
W 1997 roku gdański ZKM zakupił dwa prototypowe pojazdy Konstal 114Na, które posiadały ok. 15% niskiej podłogi (gdański ZKM jako drugi zakład w Polsce posiadał wagony z częścią niskopodłogową). Również w 1997 roku powrócił pomysł budowy linii tramwajowej na Chełm, wykonano wówczas analizę na Politechnice Gdańskiej. Badania wykazały, że ówczesny gdański tabor nie nadaje się do obsługi projektowanej linii. Najpoważniejszym problemem okazały się hamulce elektromagnetyczne, które w przypadku awarii zasilania nie były w stanie utrzymać pojazdu na tak trudnej linii.
W 1999 roku likwidacji uległa zajezdnia tramwajowa Łąkowa na Dolnym Mieście, w miejscu której powstał parking strzeżony. W tym roku gdański ZKM zamówił cztery wagony Alstom-Konstal NGd99 z rodziny Citadis 100, które posiadały ok. 70% niskiej podłogi. Wagony przydzielono do obsługi linii 2 (Centrum-Opera-Zaspa-Jelitkowo).
Wraz z początkiem 2004 roku Zakład Komunikacji Miejskiej został przekształcony z zakładu budżetowego w spółkę z ograniczoną odpowiedzialnością. W tym samym roku definitywnie odcięto ulicę Łąkową od gdańskiej sieci torowisk oraz rozpoczęto kilkuetapową modernizację torowisk tramwajowych pod nazwą Gdański Projekt Komunikacji Miejskiej.

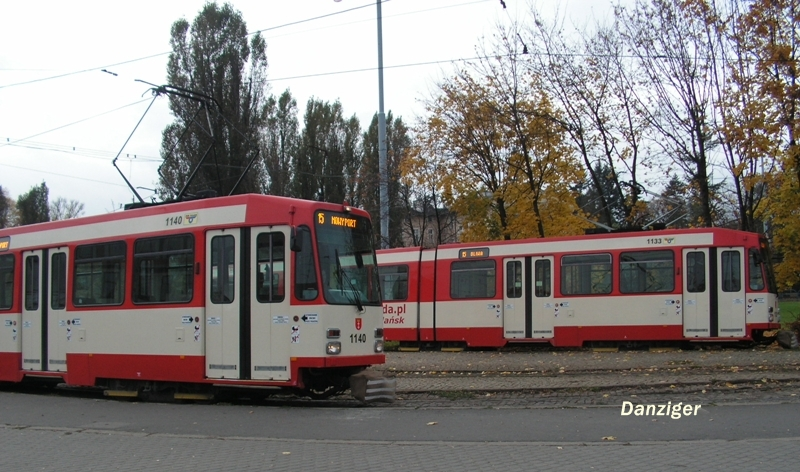
Düwag N8C sprzed modernizacji na pętli Oliwa, 2007

W wyniku przedsięwzięcia „Gdański Projekt Komunikacji Miejskiej II” na początku 2007 roku rozpoczęto budowę linii na Chełm wzdłuż al. Armii Krajowej oraz al. gen. Sikorskiego. 19 grudnia 2007 roku została otwarta linia tramwajowa na Chełm. Linia ta, mimo zaledwie 2900 metrów długości ma bardzo trudny profil (pochylenie do 50 promili) i z tego względu wagony Konstal 105Na oraz Konstal 114Na nie mogą być na niej wykorzystywane. W ramach budowy linii na Chełm zakupione zostały trzy Bombardiery NGT6. Z powodu pogarszającego się stanu wagonów Konstal 105Na, gdański ZKM postanowił zakupić 46 używanych wagonów typu N8C z Dortmundu.
W 2009 roku w ramach kolejnego przedsięwzięcia „Gdański Projekt Komunikacji Miejskiej IIIA” ogłoszony został przetarg na dostawę 35 wagonów jednokierunkowych, wieloczłonowych, całkowicie niskopodłogowych o długości 30-35 metrów i pojemności co najmniej 220 osób. Przetarg ten wygrała Pesa Bydgoszcz, która do końca 2011 roku dostarczyła 35 wagonów typu Swing (120NaG).
W maju 2010 roku rozpoczęła się modernizacja i przebudowa zajezdni we Wrzeszczu. We współczesnych tramwajach aparatura elektryczna umieszczona jest na dachu, a nie pod podłogą, jak w starych pojazdach, dlatego postanowiono wybudować specjalny system podnośników i podestów. Zainstalowane zostały tokarka podtorowa (profilująca wszystkie koła tramwaju, bez konieczności ich demontażu) oraz profesjonalna myjnia. Zakupiono specjalistyczny dźwig, służący m.in. do wstawiania na tory wykolejonych wagonów. Wybudowano kolejne tory postojowe oraz odnowiono rozjazdy znajdujące się na terenie zajezdni. Na to przedsięwzięcie wydano ok. 30 mln zł. 30 października tego samego roku zmieniono nazwę pętli Abrahama na Strzyża, aby nawiązywała do nazwy dzielnicy, w której rzeczywiście się znajduje.
Podczas remontu torowisk na Siedlcach, Zaspie i Przymorzu w 2010 roku po raz pierwszy w Gdańsku torowiska w rejonie przystanków tramwajowych zostały zakryte płytkami lub kostką betonową. Inwestycje te służą utrzymaniu czystości w obrębie peronów. Prosta nawierzchnia, w przeciwieństwie do tłucznia, może być łatwo sprzątana.
W noc sylwestrową 2009/2010 roku uruchomiono po raz pierwszy nocną linię tramwajową N0 na trasie Chełm – Opera – Zaspa – Oliwa – Wrzeszcz – Opera – Chełm. Obecnie linia ta na wydłużonej trasie (Łostowice – Chełm – Dworzec Główny – Opera – Zaspa – Oliwa – Wrzeszcz – Opera – Dworzec Główny – Chełm – Łostowice) uruchamiana jest podczas różnego rodzaju imprez („Weekend za pół ceny”, „Noc Muzeów”, „Sylwester”) oraz w weekendy w sezonie letnim.
W 2011 rozpoczął się montaż automatów biletowych, umożliwiających sprzedaż biletów jednorazowych i długookresowych. Automaty stanęły przy głównych przystankach, węzłach przesiadkowych oraz na większości pętli tramwajowych.

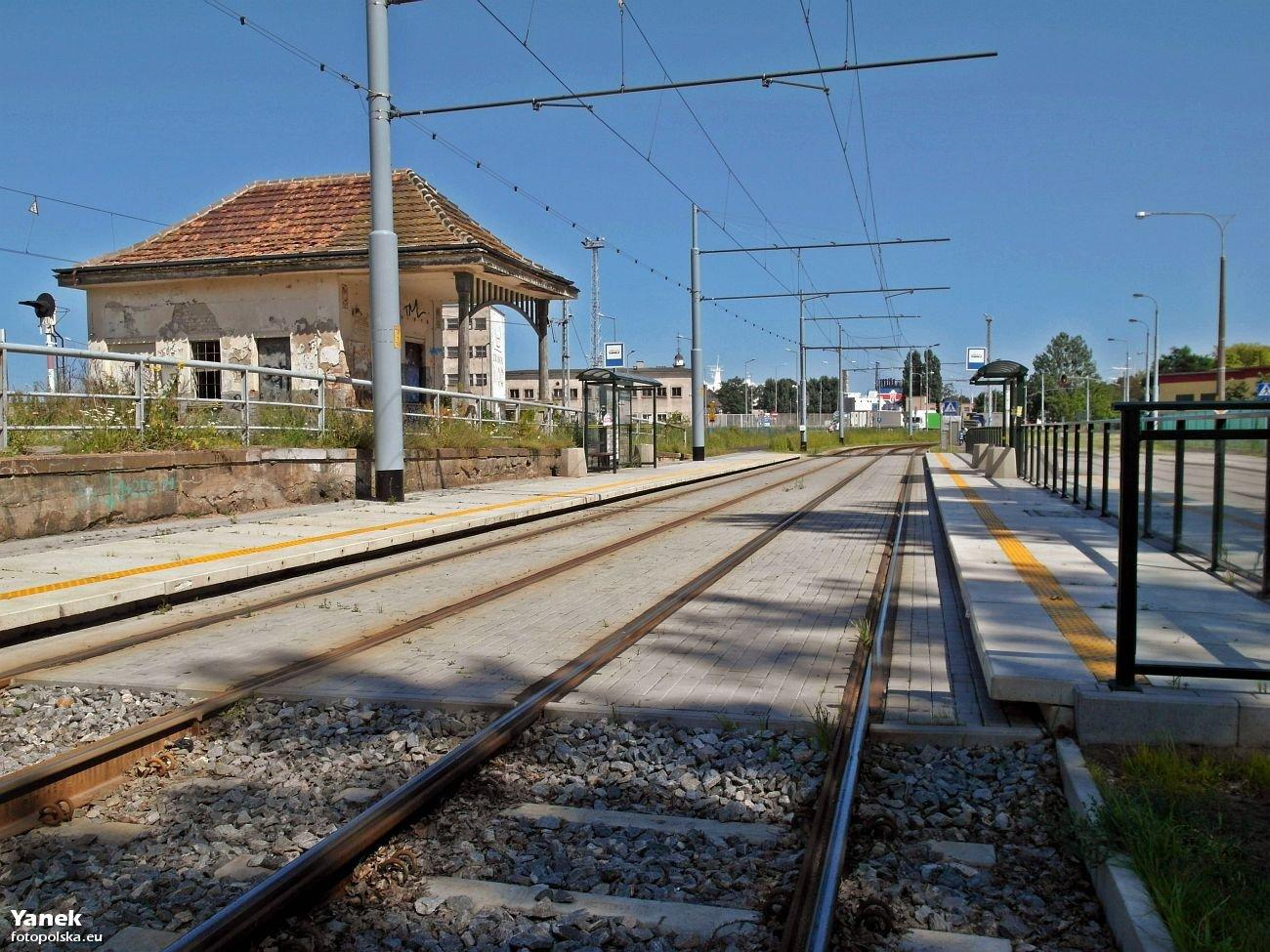
Przystanek Latarnia Morska z torowiskiem zakrytym kostką betonową, obok dawnego przystanku SKM Gdańsk – Brzeźno przy ul. Oliwskiej, 2012

Podczas przebudowy torowisk w Nowym Porcie zbudowano nowy rozjazd relacji Wolności→Centrum umożliwiając zawracanie pojazdom jadącym z Centrum na tzw. „Dużej pętli” oraz umożliwienie stworzenia trasy Brzeźno-Nowy Port-Marynarki Polskiej. Kilka lat wcześniej, podczas przebudowy torowisk w Centrum zbudowano nowy łuk w relacji Hucisko→Dworzec PKS.
W ramach budowy Trasy Słowackiego zadanie III zmodyfikowano przebieg torowisk w Brzeźnie. Dawniej tramwaje z al. gen. Józefa Hallera skręcały w ul. Gdańską, obecnie tramwaj opuszcza al. Hallera na nowo powstałym łączniku wzdłuż ul. Uczniowskiej, z którego zjeżdża na ul. Gdańską. Dzięki tej przebudowie powstał nowy rozjazd, który umożliwia ruch tramwajów w relacji Nowy Port-Brzeźno Plaża-Gdańska-Nowy Port.

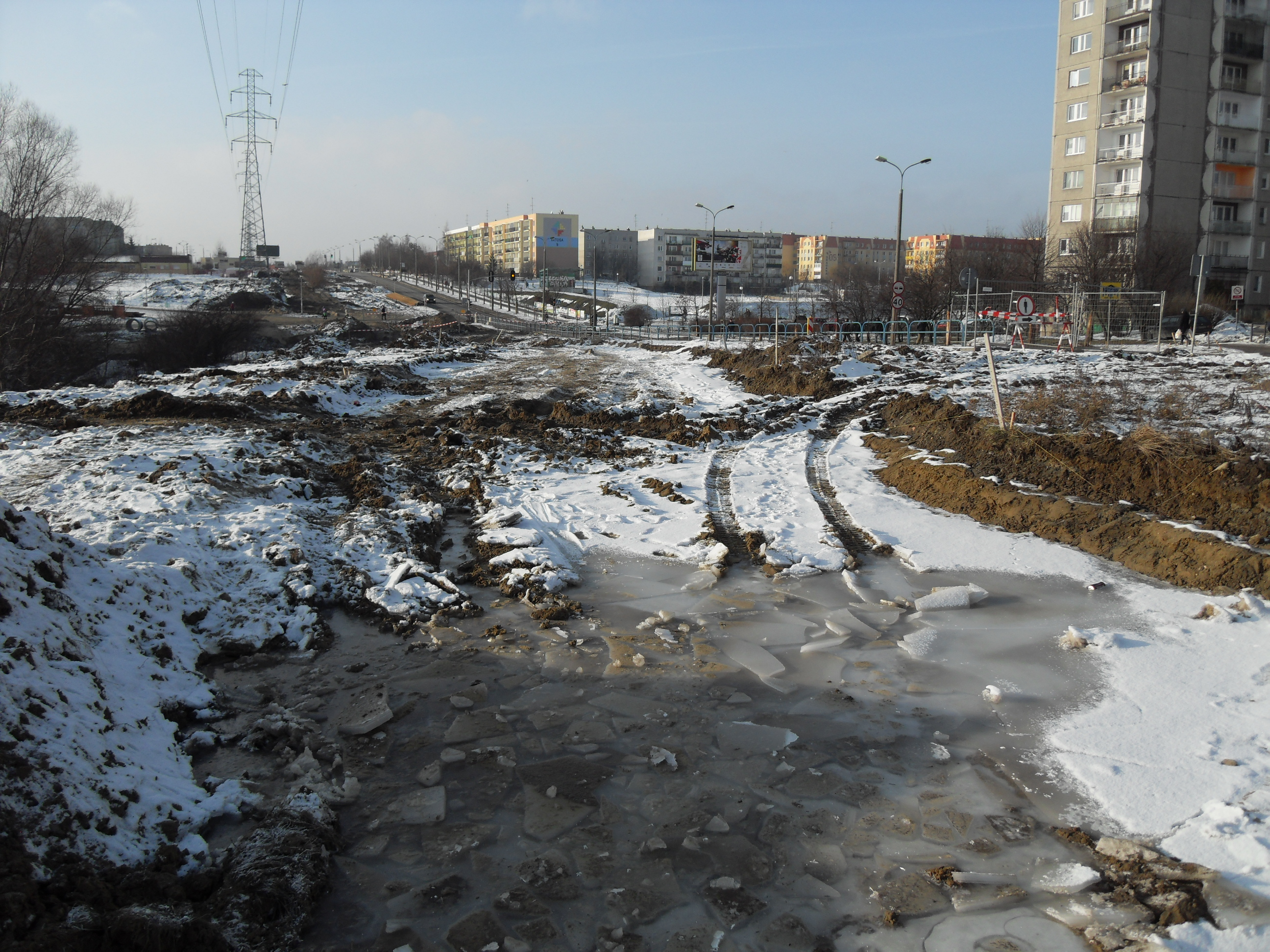
Budowa linii tramwajowej do Oruni Górnej, 2011

12 maja 2012 gdańska sieć tramwajowa wzbogaciła się o trasę w kierunku Łostowic i Oruni Górnej przez Ujeścisko o długości 2,8 km. Trasa ta jest przedłużeniem trasy na Chełm. Na jej końcu, pomiędzy Łostowicami a Orunią Górną, powstał węzeł przesiadkowy (Łostowice Świętokrzyska) typu „parkuj i jedź” z miejscami postojowymi dla 150 samochodów i parkingiem rowerowym. Na tej trasie kursują linie 3, 6, 7.

### 2013–2020
6 września 2013 rozstrzygnięto przetarg na budowę linii tramwajowej do przystanku Gdańsk Brętowo przez Piecki-Migowo. Na realizację zadania zaplanowano 150 mln zł, a do przetargu stanęło 8 firm. Przetarg wygrało konsorcjum przedsiębiorstw MTM Gdynia i Rajbud z Tczewa, które wyceniło prace na kwotę 116,3 mln zł, z którym 12 listopada 2013 r. została podpisana umowa. W ramach kontraktu powstała linia tramwajowa o długości 3,6 km od pętli Siedlce (przebudowanej na węzeł przesiadkowy z parkingiem na 40-50 samochodów oraz kilkanaście rowerów), wzdłuż Kartuskiej do skrzyżowania z ul. Nowolipie, następnie wzdłuż ulic Nowolipie i Rakoczego do przystanku Pomorskiej Kolei Metropolitarnej Gdańsk Brętowo. Największe spadki na trasie znajdują się na odcinku od Piekarniczej do Belgradzkiej (od 3,5 do 5 proc.) i na wysokości ul. Kolumba. Wraz z linią powstały: 5 przystanków, pas autobusowo-tramwajowy na ul. Rakoczego (od Jaśkowej Doliny do Bulońskiej), trójkąt torowy na skrzyżowaniu ulic Rakoczego i Bulońskiej oraz ponad 360-metrowa estakada nad ul. Rakoczego o wysokości maksymalnej 9 m. Dzięki estakadzie pochylenie trasy zostało zmniejszone z 7 do 3,5%. Końcówka PKM Brętowo powstała jako układ 2 ślepych torów, w związku z czym obsługa trasy możliwa jest wyłącznie przez tramwaje dwukierunkowe. Dla potrzeb linii dokonano zakupu 5 takich pojazdów (Pesa Jazz Duo) o wartości 8,6 mln zł każdy, wyposażonych w klimatyzację i niską podłogę na całej długości składu. Ponadto, w drugim etapie inwestycji, powstała linia wzdłuż ulicy Bulońskiej od Rakoczego do Myśliwskiej z trójkątem torowym umożliwiającym zawrócenie pojazdom jednokierunkowym (pierwszym etapem zawracania jest wjazd w ul. Myśliwską, a następnie cofnięcie w ul. Bulońską) oraz dwoma przystankami. Przetarg na budowę tego 700-metrowego odcinka ogłoszono 13 czerwca 2014 roku. Zwycięską ofertę złożyło konsorcjum przedsiębiorstw WPRD Gravel i Tor-kar-sson, które zaoferowało wykonanie inwestycji za kwotę 22 989 618,74 zł brutto, a więc o 4,5 mln zł więcej, niż zakładał kosztorys inwestora. Umowę na realizację inwestycji podpisano 7 listopada 2014. 26 sierpnia 2015 odbył się pierwszy – próbny przejazd nową trasą. Całość inwestycji, tj. linia od Siedlec do Brętowa PKM wraz z odgałęzieniem do Migowa, została oddana do użytku 31 sierpnia 2015. Zakończenie inwestycji nastąpiło we wrześniu 2015 roku.
10 lipca 2014 w tramwaju o numerze bocznym 1022 zaczęto emitować odgłosy ptaków; eksperyment trwał kilka tygodni.

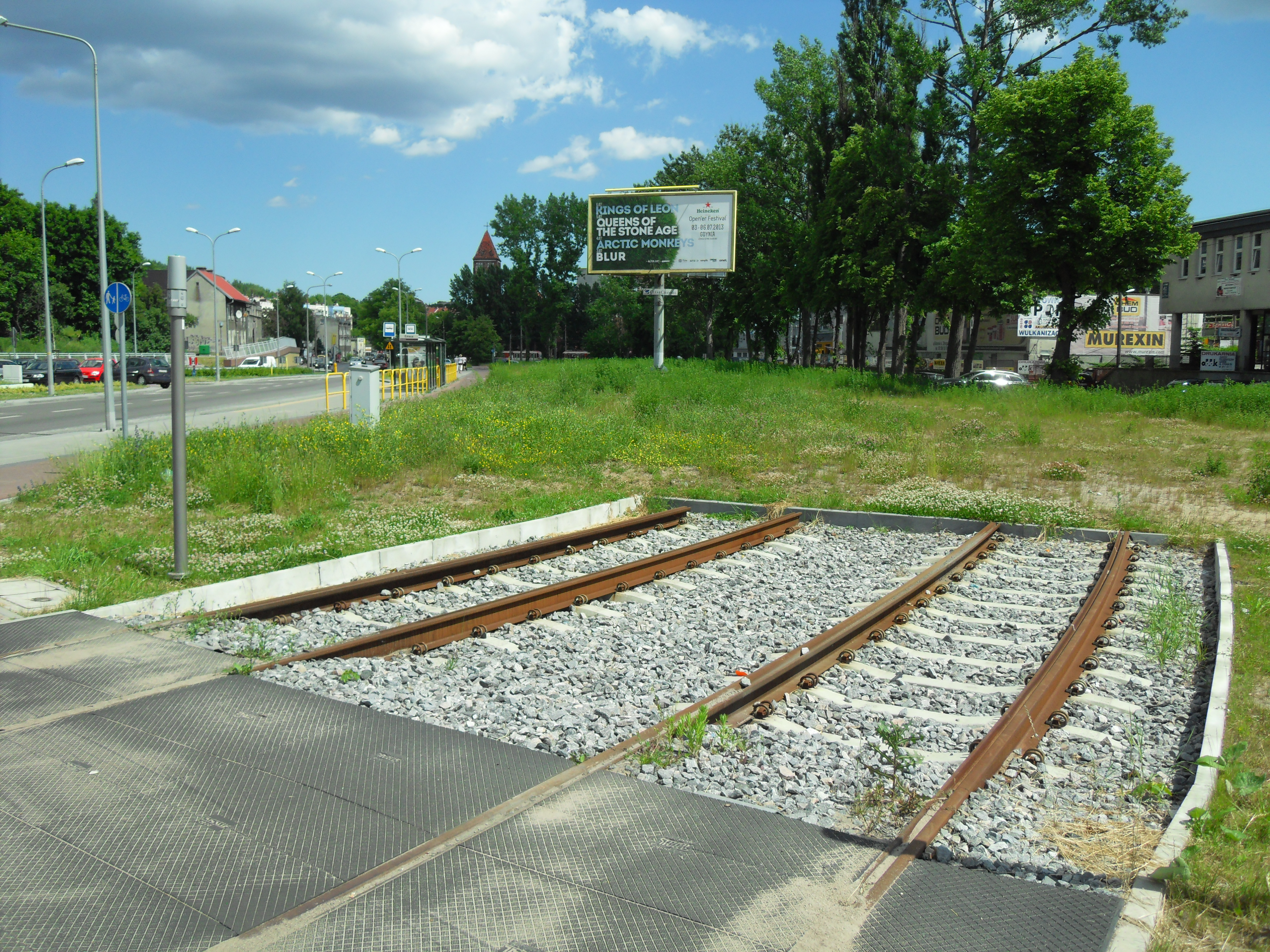
Początek linii do dzielnicy Piecki-Migowo, 2013

Od 28 czerwca do 23 grudnia 2014 i od 11 marca do 17 czerwca 2015 zamknięta została linia tramwajowa na Stogi. W tym czasie na długości 4,4 km przedsiębiorstwo Budimex wymieniło torowiska w ciągu ulic Siennickiej i Lenartowicza od ul. Elbląskiej do ul. Sucharskiego oraz przebudowała pętlę Przeróbka, odwracając na niej kierunek ruchu tramwajów, dzięki czemu wszystkie pojazdy jadące z Przeróbki w kierunku centrum mogą odjeżdżać z tego samego przystanku. Przebudowane zostały przystanki: Brama Żuławska, Przeróbka, Lenartowicza (na obydwu podniesiono jezdnię do poziomu chodnika) i Głęboka, który przebudowano na przystanek tramwajowo-autobusowy. Na przystankach zamontowano wiaty przystankowe wyposażone w tablice LED. Podczas I fazy remontu (w 2014) za przystankiem Akademia Muzyczna zamontowano rozjazd nakładkowy dla tramwajów dwukierunkowych, co umożliwiło obsługę tramwajową ulicy Podwale Przedmiejskie. Na mocy umowy z 16 maja 2014 roku zadanie zrealizowane zostało za kwotę 65,6 mln zł. W latach 2018–2020 za kwotę 118 mln zł wyremontowano torowisko na Stogach.
Jesienią 2014 roku wykonano projekt budowlany Alei Pawła Adamowicza – przedłużenia trasy tramwajowej wzdłuż ul. Bulońskiej na Pieckach-Migowie. W 2017 ogłoszono przetarg na budowę linii, która miała się zakończyć do sierpnia 2019 roku. Oferty złożyło 7 firm, a zaproponowane koszty realizacji wahały się od 191,7 do 283 mln zł. Na początku 2018 roku ogłoszono, że wykonawcą inwestycji została firma NDI z Sopotu, z którą umowę podpisano 17 kwietnia 2018. Przy skrzyżowaniu alei z ul. Warszawską i Jabłoniową powstanie zajezdnia tramwajowo-autobusowa. Po analizach finansowych zdecydowano się przedłużyć trasę tramwajową wzdłuż ul. Lawendowe Wzgórze pod budynek Szkoły Podstawowej nr 6. Zgodnie z umową linia miała zostać oddana do użytku w IV kwartale 2019 roku, lecz docelowo została oddana 30 czerwca 2020. Al. Pawła Adamowicza ma długość 2,8 km i przebiega od skrzyżowania Myśliwskiej z Bulońską, 220-metrową estakadą wenecką nad Potokiem Siedleckim, pod al. Armii Krajowej do węzła integracyjnego Ujeścisko przy skrzyżowaniu Al. Adamowicza z ul. Warszawską.
Budowa Al. Adamowicza, rozbudowa ul. Warszawskiej, zakup 30 tramwajów, remont linii o długości 3,2 km w dzielnicy Stogi zostały zrealizowane w ramach Gdańskiego Projektu Komunikacji Miejskiej IV.

### Od 2021
Po trzech nieudanych przetargach, które zostały unieważnione z powodu ofert znacząco przekraczających zaplanowany budżet, 3 lutego 2021 podpisano umowę na budowę trasy tramwajowej o długości 1,5 km wzdłuż ul. Warszawskiej. Zwycięzcą przetargu zostało konsorcjum firm MTM i Rajbud, którego oferta opiewała na ok. 59,8 mln złotych. Na realizację zadania zaplanowano 76,5 mln zł, a wszystkie 5 ofert mieściło się w budżecie. Na trasie powstały 3 przystanki tramwajowe: Częstochowska, Piotrkowska oraz Łódzka. Trasa powstała po południowej stronie ul. Warszawskiej na odcinku od węzła Ujeścisko do alei Vaclava Havla, gdzie połączyła się z istniejącym torowiskiem. 16 lutego 2021 przekazano teren inwestycji wykonawcy, a 18 grudnia 2022 prace budowlane zostały zakończone. 4 marca 2023 trasa została oficjalnie oddana do użytku.

## Planowane inwestycje
Miasto Gdańsk planuje w latach 2021–2042 budowę następujących tras:
1. Trasa Gdańsk Południe – Wrzeszcz o planowanej długości 3,5 km ma przebiegać wzdłuż ulic Jaśkowa Dolina – Wileńska (na wysokości ul. Morenowej przewiduje się 350–metrowy odcinek w tunelu) – Sobieskiego – Do Studzienki – Bohaterów Getta Warszawskiego – Al. Grunwaldzka (pierwotny przebieg w śladzie planowanej ul. Nowej Politechnicznej, tj. skrzyżowanie Al. Adamowicza/Wołkowyska – przejazd pod estakadą w ciągu ul. Rakoczego – Morenowa – Sobieskiego – Do Studzienki – Wyspiańskiego – Al. Legionów[48][49]). W grudniu 2019 uzyskano decyzję środowiskową dla tego wariantu[50]. Wobec zaskarżenia decyzji do Generalnej Dyrekcji Ochrony Środowiska, władze miasta rozważają realizację inwestycji w etapach, z pominięciem w I fazie najbardziej kontrowersyjnego odcinka na ul. Bohaterów Getta Warszawskiego[51][52][53]. 15 marca 2021 wyłoniono wykonawcę projektu budowlanego linii, co wymagało zwiększenia budżetu przeznaczonego na to przedsięwzięcie z 1,6 mln zł do blisko 5 mln zł[54][55]. Wykonawcą została firma INGEO, a umowę podpisano 2 kwietnia 2021[56]. Projekt ma zakładać możliwość etapowania trasy. Zgodnie z wytycznymi z decyzji środowiskowej Generalnej Dyrekcji Ochrony Środowiska, projekt ma także uwzględniać zabezpieczenia budynków w ciągu ul. Bohaterów Getta Warszawskiego przed drganiami i hałasem[57].
2. Al. Grunwaldzka – Al. Legionów.
3. Strzyża PKM – Brętowo PKM (robocza nazwa Nowa Abrahama) w zachowanej rezerwie terenu wzdłuż linii kolejowej w standardzie szybkiego tramwaju.
4. Bażyńskiego – Kołobrzeska, która połączyłaby istniejące torowiska wzdłuż ulic Wojska Polskiego i Chłopskiej. Rozważany jest także wariant przedłużenia planowanej trasy Nowej Abrahama od pętli Strzyża PKM do pętli Zaspa[58].
5. Al. Hallera – Czarny Dwór – Obrońców Wybrzeża – Chłopska. Rezerwa pod linię tramwajową zostanie zachowana także wzdłuż ul. Lecha Kaczyńskiego (Drogi Zielonej) na odcinku od Obrońców Wybrzeża do pętli w Jelitkowie[59][60]. Ta linia tramwajowa ma być uzupełnieniem Drogi Zielonej.
6. Żabianka SKM – Subisława lub w rezerwie Drogi Czerwonej bezpośrednio przy torach kolejowych – Nowy Port. Po wybudowaniu trasy uruchomiona na tej trasie linia tramwajowa ma zastąpić linię autobusową 148[61].
7. Przedłużenie trasy tramwajowej od osiedla Lawendowe Wzgórze do Osiedla Świętokrzyskiego.
8. Żaglowa – AmberExpo – Pokoleń Lechii Gdańsk – Uczniowska. Rozważane jest także połączenie tej trasy z istniejącym torowiskiem wzdłuż Al. Hallera[62].
9. Połączenie Al. Adamowicza' – Al. Sikorskiego' wzdłuż al. Armii Krajowej w standardzie szybkiego tramwaju.
10. Jabłoniowa i Przywidzka – trasa miała biec od pętli Ujeścisko do ul. Przywidzkiej, gdzie miała zakończyć się w rejonie ul. Czermińskiego obok centrum handlowego[63]. Planowano następujące przystanki pośrednie na wysokości skrzyżowań z ulicami: Lawendowe Wzgórze, Leszczynowa, Potęgowska i Przywidzka. W 2016 zrezygnowano z realizacji tej linii na rzecz buspasów[64]. W 2021 r. powrócono do koncepcji budowy trasy tramwajowej[65], jednak termin realizacji nie jest znany.
11. Nowa Świętokrzyska – rozważano możliwość poprowadzenia 3 km linii tramwajowej w pasie między jezdniami lub obok przewidywanej do realizacji ulicy Nowej Świętokrzyskiej na odcinku od węzła „Łostowice Świętokrzyska” do rejonu dawnej pętli autobusowej „Osiedle Świętokrzyskie” na granicy miasta, wraz z przystankami przy skrzyżowaniach z ulicami Kampinoską, Niepołomicką i Wielkopolską oraz w rejonie Potoku Kowalskiego[66][67]. W 2017 zrezygnowano z realizacji tej linii na rzecz buspasów[68]. W 2021 r. powrócono do koncepcji budowy trasy tramwajowej[65], jednak termin realizacji nie jest znany.
12. Popiełuszki (robocza nazwa Nowa Wałowa) – Polski Hak przez Młode Miasto od ul. Jana z Kolna do Siennickiej, gdzie łączyłaby się z istniejącym torowiskiem na Stogi[69]. Przejazd przez Motławę jest planowany w formie tunelu[70].

Oprócz tras tramwajowych planowana jest rozbudowa sieci Pomorskiej Kolei Metropolitalnej do południowych dzielnic miasta.
Planowane jest także wybudowanie nowej infrastruktury:
- Budowa nowej zajezdni autobusowo-tramwajowej przy pętli Ujeścisko obok skrzyżowania Alei Pawła Adamowicza z ulicą Warszawską. Po otwarciu nowej bazy, zlikwidowana zostanie zajezdnia przy al. Hallera. Dzięki ulokowaniu nowej zajezdni na południu Gdańska, ograniczone mają zostać próżne przejazdy poranne i wieczorne, które odbywały się z i do zajezdni na al. Hallera[72].

## Zajezdnie
| Nazwa        | Rok otwarcia | Rok zamknięcia | Stan      | Zdjęcie | Uwagi |
| ------------ | ------------ | -------------- | --------- | ------- | --- |
| Łąkowa       | 1885         | 1999           | Nieczynna |         | Początkowo jako konna. Zajezdnia przy ulicy Łąkowej – zamknięta w 1999 roku, obecnie parking strzeżony. W nocy z 3 na 4 września 2015 na ul. Wróblej w pobliżu zajezdni posadowiono wóz Konstal 105Na o numerze 1241. |
| Nowy Port    | 1899         | -              | Czynna    |         | Położona w dzielnicy Nowy Port przy ulicy Władysława IV. Została otwarta w 1899 roku. Na jej terenie znajdują się: 5-torowa hala, hala lakierni, podstacja trakcyjna oraz pomieszczenia biurowe GAiT. Stoi w niej większość dawno nieużywanych tramwai technicznych, wszystkie zabytkowe, stacjonują w niej też składy do nauki jazdy 5404+5405 oraz Konstal 105n 9005.                                                                            |
| Oliwa        | 1873, 1908   | 1874, 1950     | Nieczynna |         | najstarsza zajezdnia w Gdańsku, potem fabryka mydła i ponownie zajezdnia, obecnie ruiny, wielokrotnie podpalana. |
| Orunia       | 1878         | 1945           | Rozebrana |         | Początkowo jako konna. |
| Partyzantów  | 1874         | 1935           | Rozebrana |         | Początkowo jako konna. Zbudowana po skróceniu linii z Oliwy do Wrzeszcza. późniejsza zajezdnia autobusowa – przekształcona w latach 90. na centrum handlowe. Obecnie znajduje się tu kompleks mieszkaniowo–usługowy Quattro Towers |
| Plac drogowy | 1951         | 2004           | Rozebrana |         | Plac postojowy dla wagonów gospodarczych. Znajdująca się na placu suwnica służyła do rozładunku wagonów tramwajowych z platform kolejowych. Na tym placu rozładowywano wszystkie nowe wagony z zakładów Konstal Chorzów. W 2004 r. zamknięto plac i zdemontowano rozjazdy prowadzące na plac. Przejazdy przez jezdnię usunięto podczas remontu torowiska w 2011 r. Obecnie w miejscu zlikwidowanej zajezdni znajdują się salon samochodowy i kino. |
| Siedlce      | 1887         | 1945           | Rozebrana |         | Początkowo jako konna. |
| Ujeścisko    | ?            | -              | Planowana |         | Budowa nowej pętli autobusowo-tramwajowej na Ujeścisku zapowiadana jest od kilku lat. W zeszłym roku uchwalony został miejscowy plan, który dał zielone światło do jej powstania. Zanim to się jednak stanie, swoją część pracy muszą wykonać projektanci. |
| Wrzeszcz     | 1935         | -              | Czynna    |         | Znajduje się w dzielnicy Strzyża przy ulicy Wita Stwosza. Została zbudowana w 1935 roku. Na jej terenie znajdują się: 12-torowa hala, warsztaty, tokarka podtorowa, automatyczna myjnia, automatyczna napełniarka piasecznic oraz budynki biurowe GAiT. |

## Linie tramwajowe
W Gdańsku zgodnie ze stałym układem kursuje 11 linii tramwajowych całorocznych:
| codziennie                  | cały dzień                                             | 2, 3, 5, 6, 8, 9, 10, 12 |
| tylko w dni powszednie      | cały dzień                                             | 4, 11                    |
| tylko w dni powszednie      | szczytowe                                              | 7                        |
| sezonowe                    | w weekendy (numeracja 6X)                              | 60, 63, 68               |
| nocne (sezonowa weekendowa) | sezonowo w weekendy, ponadto w czasie imprez miejskich | N0                       |

Oprócz tego uruchamiane są w zależności od potrzeb dodatkowe linie: 6X (linie dzienne w sezonie letnim) oraz 9X (linie zastępcze na czas remontów).
| Linia | Schemat | Trasa | Długość [km] | Średni czas przejazdu [min] | Liczba przystanków | Częstotliwość szczytowa/międzyszczytowa/ soboty/niedziele i święta | Obsługa             | Tabor                                     |
| ----- | ------- | --- | ------------ | --------------------------- | ------------------ | ------------------------------------------------------------------ | ------------------- | ----------------------------------------- |
| 2     |         | Lawendowe Wzgórze – Jelitkowo- (Strzyża PKM) przez Bramę Wyżynną, Operę Bałtycką i Zaspę | 18           | 60–61                       | 31–30              | 20/20/20/20–30                                                     | Nowy Port, Wrzeszcz | N8C–NF, 128NG                             |
| 3     |         | Nowy Port (Oliwska) – Brzeźno Dom Zdrojowy – Łostowice Świętokrzyska przez Operę Bałtycką i Dworzec Główny | 11           | 36–40                       | 24                 | 10/20/20/20–30                                                     | Nowy Port           | N8C–NF, 120NaG, 128NG                     |
| 4     |         | Lawendowe Wzgórze – Jelitkowo przez Dworzec PKS, Operę Bałtycką i Zaspę | 14           | 55                          | 35                 | 10–20/20/–/–                                                       | Wrzeszcz            | N8C–NF, 128NG                             |
| 5     |         | Oliwa – (Nowy Port Zajezdnia) – Nowy Port Oliwska przez Wrzeszcz i Brzeźno | 13,5         | 62–68                       | 41–44              | 20/20/20/20–30                                                     | Nowy Port, Wrzeszcz | N8C–NF, 120NaG, NGd99, NGT6, 114Na, 128NG |
| 6     |         | Łostowice Świętokrzyska – Jelitkowo przez Bramę Wyżynną, Operę Bałtycką, Wrzeszcz i Oliwę | 18           | 57–60                       | 33–34              | 10/20/20/20–30                                                     | Wrzeszcz            | NGd99, NGT6, N8C–NF, 120NaG, 128NG        |
| 7     |         | Łostowice Świętokrzyska – Nowy Port Zajezdnia przez Bramę Wyżynną, Jana z Kolna i Letnicę | 14           | 37–41                       | 20–22              | 10/–/–/–                                                           | Nowy Port           | N8C–NF, 120NaG, 128NG                     |
| 8     |         | Jelitkowo – Głęboka przez Zaspę, Jana z Kolna, Dworzec Główny. Trasa zmieniona z powodu przebudowy Mostu Siennickiego. | 16,5         | 57–59                       | 38                 | 10/10/20/20–30                                                     | Nowy Port, Wrzeszcz | NGT6, 114Na, NGd99, N8C–NF, 120NaG, 128NG |
| 9     |         | Strzyża PKM – Głęboka przez Wrzeszcz, Operę Bałtycką, Dworzec Główny, Przeróbkę Trasa zmieniona z powodu przebudowy Mostu Siennickiego. | 14,5         | 46                          | 30–31              | 10/20/20/20–30                                                     | Wrzeszcz            | NGd99, N8C–NF, 120NaG, 128NG, 114Na       |
| 10    |         | Brętowo PKM – Nowy Port Zajezdnia – (Nowy Port Góreckiego) przez Siedlce, Jana z Kolna i Letnicę | 13           | 30–31                       | 25–26              | 10/10/20/20–30                                                     | Nowy Port           | N8C–NF                                    |
| 11    |         | Lawendowe Wzgórze – Strzyża PKM przez Chełm, Wrzeszcz |              | 46                          | 30                 | 10/20/–/–                                                          | Wrzeszcz            | N8C–NF, 128NG                             |
| 12    |         | Ujeścisko – Zaspa przez Jasień, Piecki-Migowo, Siedlce, Dworzec Główny, Operę Bałtycką, Wrzeszcz, Oliwę i Przymorze | 22,5         | 76                          | 48                 | 10/10/20/20–30                                                     | Wrzeszcz            | N8C–NF, 120NaG, 128NG, NGd99, NGT6        |
| 63    |         | Ujeścisko – Brzeźno Dom Zdrojowy przez Morenę i Jana z Kolna Funkcjonuje tylko w sezonie letnim w dni wolne od pracy i we Wszystkich Świętych. |              | 53                          | 34                 | –/–/–/20                                                           | Wrzeszcz            | NGd99, N8C–NF, 120NaG, 128NG              |
| 68    |         | Łostowice Świętokrzyska – Stogi Plaża przez Chełm i Przeróbkę Funkcjonuje tylko w sezonie letnim w dni wolne od pracy i we Wszystkich Świętych na skróconej trasie do pętli Stogi.                                                                                   |              | 40                          | 25–26              | –/–/–/20                                                           | Wrzeszcz            | 128NG, N8C–NF                             |
| N0    |         | Oliwa – Łostowice Świętokrzyska kier. Ł. Świętokrzyska: Strzyża – Opera Bałtycka – Dworzec Gł. kier. Oliwa: Dworzec Gł. – Opera Bałtycka – Zaspa Funkcjonuje tylko w wybrane weekendy w sezonie letnim oraz w czasie miejskich imprez plenerowych i noc sylwestrową. | 18–15        | 46–57                       | 33–38              | 30                                                                 | Wrzeszcz            | 120NaG                                    |

## Pętle tramwajowe

### Czynne
| Nazwa                   | Ulica                             | Linie              | Rok otwarcia            | Liczba torów | Zdjęcie/Schemat | Dzielnica                              | Zaplecze socjalne                           |
| ----------------------- | --------------------------------- | ------------------ | ----------------------- | ------------ | --------------- | -------------------------------------- | ------------------------------------------- |
| Brzeźno Plaża           | gen. Józefa Hallera               | Nieużywana liniowo | 1974                    | 2            |                 | Brzeźno                                | Brak                                        |
| Chełm Witosa            | Wincentego Witosa                 | 6**                | 2007                    | 2            |                 | Chełm                                  | Dyspozytornia Punkt Obsługi nr 1 ZTM Gdańsk |
| Jelitkowo               | Pomorska                          | 2, 4, 6, 8         | 1974                    | 4            |                 | Żabianka-Wejhera-Jelitkowo-Tysiąclecia | Dyspozytornia                               |
| Kliniczna               | Marynarki Polskiej                | nieużywana liniowo | 1980                    | 2            |                 | Młyniska                               | Brak                                        |
| Łostowice Świętokrzyska | gen. Sosnkowskiego/ Świętokrzyska | 3 ,6, 7, 68*       | 2012                    | 2            |                 | Orunia Górna-Gdańsk Południe           | Dyspozytornia Punkt Obsługi nr 4 ZTM Gdańsk |
| Oliwa                   | Grunwaldzka/ Jacka Rybińskiego    | 5 ,60*             | 1948                    | 3            |                 | Oliwa                                  | Dyspozytornia                               |
| Przeróbka               | Siennicka/Lenartowicza            | nieużywana liniowo | 1955 modernizacja: 2015 | 1            |                 | Przeróbka                              | Brak                                        |
| Siedlce                 | Kartuska                          | 10**               | 1957 modernizacja: 2015 | 1            |                 | Siedlce                                | Dyspozytornia                               |
| Stogi                   | Nowotna                           | 8, 9**             | 1966 modernizacja: 2020 | 3            |                 | Stogi                                  | Dyspozytornia                               |
| Stogi Plaża             | Nowotna                           | 8*, 9, 68*         | 1927 modernizacja: 2020 | 2            |                 | Stogi                                  | Dyspozytornia                               |
| Strzyża PKM             | Wita Stwosza                      | 6**, 9, 11         | 1957                    | 2            |                 | Strzyża                                | Brak                                        |
| Zaspa                   | Rzeczypospolitej                  | 12                 | 1977                    | 5            |                 | Zaspa-Rozstaje                         | Dyspozytornia                               |
| Ujeścisko               | Warszawska/Pawła Adamowicza       | 12, 63*            | 2020                    | 2            |                 | Ujeścisko-Łostowice                    | Dyspozytornia                               |

#### Pętle uliczne
Oprócz pętli tramwaje wykorzystują do zawracania układ torowisk wzdłuż krzyżujących się ulic. W regularnych kursach tramwaje zawracają w następujących miejscach:
| Nazwa                | Ulica                                                                                    | Linie              | Rok otwarcia            | Zdjęcie/Schemat | Dzielnica   |
| -------------------- | ---------------------------------------------------------------------------------------- | ------------------ | ----------------------- | --------------- | ----------- |
| Brzeźno Dom Zdrojowy | Uczniowska - Gdańska - Mazurska - Wczasy - Hallera                                       | 3, 63*             | 1962 modernizacja: 2012 |                 | Brzeźno     |
| Brzeźno Płażyńskiego | Krasickiego - Mazurska - Wczasy - Hallera - Uczniowska - Gdańska -Krasickiego            | nieużywana liniowo | 2012                    |                 | Śródmieście |
| Dworzec PKS          | Zwycięstwa - Błędnik - Podwale Grodzkie - Hucisko - 3 maja -Zwycięstwa                   | nieużywana liniowo | 1980                    |                 | Śródmieście |
| Hucisko              | Hucisko - 3 maja - Armii Krajowej - Okopowa - Wały Jagiellońskie                         | 60*                | 1980                    |                 | Śródmieście |
| Nowy Port Góreckiego | Wolności - Władysława IV - Strajku Dokerów - Góreckiego                                  | 10                 | 2012                    |                 | Nowy Port   |
| Nowy Port Oliwska    | Rybołowców - Wolności - Władysława IV - Oliwska                                          | 5 ,7               | 1929 modernizacja: 2012 |                 | Nowy Port   |
| Śródmieście SKM      | Zwycięstwa - 3 Maja - Armii Krajowej - Okopowa - Podwale Grodzkie - Błędnik - Zwycięstwa | nieużywana liniowo | 1980                    |                 | Śródmieście |
| Urząd Miejski        | Podwale Grodzkie - Wały Jagiellońskie - Okopowa - Armii Krajowej - 3 Maja - Hucisko      | nieużywana liniowo | 1980                    |                 | Śródmieście |

#### Krańcówki
Istnieją dwie krańcówki tam, gdzie wykonanie pętli byłoby zbyt kłopotliwe. Zakończone są przejściami międzytorowymi. Niezbędny był zakup taboru dwustronnego i dwukierunkowego.
| Nazwa             | Ulica             | Linie    | Rok otwarcia | Zdjęcie/Schemat | Dzielnica           |
| ----------------- | ----------------- | -------- | ------------ | --------------- | ------------------- |
| Brętowo PKM       | Rakoczego         | 10       | 2015         |                 | Brętowo             |
| Lawendowe Wzgórze | Lawendowe Wzgórze | 2, 4, 11 | 2020         |                 | Ujeścisko-Łostowice |

- * – linie kursujące tylko w sezonie letnim
- W 2012 podczas meczów na PGE Arena Gdańsk uruchomiono linię tramwajową Hucisko – Centrum – Stadion. Końcówka Stadion to pętla Kliniczna
- ** – wybranymi kursami

### Nieczynne
| Nazwa                    | Ulice             | Linie w dniu zamknięcia | Rok otwarcia | Rok zamknięcia | Zdjęcie |
| ------------------------ | ----------------- | ----------------------- | ------------ | -------------- | ------- |
| Doki                     | Plac Solidarności | 3, 9                    | 1971         | 1980           |         |
| Kolonia Uroda            | Hallera           | 13                      | 1959         | 1974           |         |
| Lotnisko(Dzierżyńskiego) | Kościuszki        | 7, 8                    | 1956         | 1977 (1985)    |         |
| Łąkowa                   | Kurza             | 8                       | 1959         | 2003           |         |
| Orunia                   | Gościnna          | 6                       | 1951         | 1972           |         |
| Sopot Reja               | Reja              | 7                       | 1946         | 1960           |         |
| Szymanowskiego           | Szymanowskiego    | 1, 11, 12               | 1925         | 1962           |         |
| Targ Węglowy             | Targ Węglowy      | 2, 3, 5, 6, 9, 10       | 1930         | 1971           |         |

#### Rozjazdy nakładkowe
Rozjazdy nakładkowe używane były na tymczasowych przystankach końcowych linii skróconych ze względu na roboty torowe:
- Wolności (ul. Marynarki Polskiej) – podczas I etapu przebudowy torowisk w Nowym Porcie, umożliwienie dojazdu do zajezdni Nowy Port, 2010 r.
- Legionów/Kościuszki (al. Legionów) – podczas remontu torowiska w ciągu al. Rzeczypospolitej i ul. Chłopskiej (Zaspa, Przymorze), 2010 r.
- Kasztanowa (ul. Oliwska) – podczas II etapu przebudowy torowisk w Nowym Porcie, umożliwienie dojazdu do zajezdni Nowy Port, 2011 r.
- Mostostal (ul. Marynarki Polskiej) – podczas budowy ronda do Tunelu w ciągu ul. Marynarki Polskiej, 2013 r.
- Akademia Muzyczna (Podwale Przedmiejskie) – podczas remontu torowiska na Przeróbce w ciągu ulic Siennickiej i Lenartowicza, 2014 r.
- Siedlce Skrajna (ul. Kartuska) – podczas budowy linii tramwajowej do Piecek-Migowa i Brętowa, gdy pętla Siedlce przechodziła przebudowę, 2015 r.
- Stogi Zimna (ul. W. Budzysza) – remont linii tramwajowej na Stogach, etap I Stogi Plaża – Stogi Zimna, 2018–2019 i 2019–2020
- Sucharskiego (ul. T. Lenartowicza) – remont linii tramwajowej na Stogach, etap II Stogi Zimna – Sucharskiego, 2019 i 2020
- Wilanowska (ul. Witosa) – podczas budowy linii tramwajowej Nowa Warszawska, 2022
- Brama Żuławska (ul. Elbląska) – podczas awaryjnej przebudowy mostu Siennickiego, od 2025 (8, 9, 68*)

W przypadku krańca Zajezdnia Wilka-Krzyżanowskiego wykorzystano istniejący przejazd międzytorowy, który umożliwia wjazd do zajezdni Wrzeszcz bramą nr 3.
Wcześniej tworzono również linie wahadłowe kursujące po jednym torze:
- Jaśkowa Dolina – Opera Bałtycka (podczas przebudowy Al. Grunwaldzkiej w 2007 r., linia 99)
- Stocznia Północna – Plac Solidarności (podczas przebudowy torowiska w ul. Klinicznej w 2011 r., linia 98)
- Plac Wolności – Uczniowska (Euro2012)

## System Informacji Pasażerskiej
W 2008 roku rozpoczęła się realizacja Systemu Informacji Pasażerskiej (SIP), który za pomocą monitorów informuje pasażerów o rzeczywistym czasie przyjazdu autobusów i tramwajów na przystanki oraz o awariach. Początkowo składało się na niego 41 ekranów zainstalowanych na 27 przystankach na terenie miasta. System urządzeń lokalizujących pojazdy zainstalowano w 350 tramwajach i autobusach. Cała inwestycja kosztowała 3,5 mln zł.
Uruchomienie systemu zaplanowane było na 1 grudnia 2008 roku, jednak pierwsze monitory zostały zamontowane w 2009 roku. W wyniku różnych przyczyn do końca 2010 roku system nie został całkowicie uruchomiony, a jego wdrożenie nastąpiło w terminie późniejszym.
W czerwcu 2020 w ramach systemu funkcjonowało 117 tablic.

## Tabor

### Tabor obsługujący regularne linie
| Zdjęcie                                             | Nazwa                                               | Liczba                                              | Rok produkcji                                       | przewóz osób na wózkach                             | Opis |
| --------------------------------------------------- | --------------------------------------------------- | --------------------------------------------------- | --------------------------------------------------- | --------------------------------------------------- | --- |
|                                                     | Pesa 128NG                                          | 35                                                  | 2014 2019–2021                                      | 100%                                                | Pierwszy wagon został dostarczony 10.11.2014 r., a udostępniony do ruchu 30.01.2015 r. ZKM Gdańsk zamówił 5 wagonów. Wartość kontraktu wynosi łącznie 54 mln zł (43 mln to koszt pojazdów, a 11 mln wyposażenie oraz pakiet naprawczy). Wagonom przydzielono zakres numerów 1051-1055. Od 30 lipca 2019 r. do 5 czerwca 2020 r. dostarczano tramwaje z drugiej dostawy liczącej 15 wagonów. Wagonom przydzielono zakres numerów 1056–1070. Wagon z numerem 1070 został fabrycznie pomalowany w biało-zielone barwy z okazji 75-lecia Lechii Gdańsk. Od 1 października 2020 r. do 19 lutego 2021 r. dostarczano tramwaje z trzeciej dostawy liczącej 15 sztuk. Wagonom przydzielono zakres numerów 1071–1085. |
|                                                     | Pesa 120Na                                          | 35                                                  | 2010–2011                                           | 100%                                                | Pierwszy wagon został dostarczony 20.09.2010 r., a udostępniony do ruchu 02.10.2010 r. ZKM Gdańsk zamówił 35 wagonów, za 305,5 mln zł. Wagonom przydzielono zakres numerów 1011–1045. Spotykane są na liniach 3, 5, 6, 8, 9, 12. . |
|                                                     | Düwag N8C-NF                                        | 60                                                  | 1978–1986 modernizacja: 2009, 2015, 2017            | 12,5%                                               | Modernizacja używanych wagonów N8C z Dortmundu polega na przerobieniu środkowego wysokopodłogowego członu na człon niskopodłogowy z dodatkową parą drzwi oraz na zmianie wyglądu ścian czołowych wagonów. Zadania podjął się Modertrans Poznań. Modernizacja N8C z Kassel była zbliżona do tych z Dortmundu, ponadto dodano klimatyzację. Wagonom przydzielono zakres numerów 1107–1154 oraz 1161–1176. Wagony są spotykane na każdej linii. |
|                                                     | Bombardier NGT6                                     | 3                                                   | 2007                                                | 65%                                                 | Pierwszy wagon został dostarczony 03.12.2007 r., a udostępniony do ruchu 19.12.2007 r. Za 3 wagony Gdańsk zapłacił 21,5 mln zł. Wagonom przydzielono zakres numerów 1005–1007. Spotykane są na liniach 6, 9, 12.. |
|                                                     | Alstom NGd99                                        | 4                                                   | 1999–2000 modernizacja: 2016–2017                   | 70%                                                 | Trójczłonowy wagon który posiada 70% niskiej podłogi. Wagony skierowano do obsługi linii 2, 6 i 11. Pierwszy wagon został dostarczony 21.12.1999 r., a udostępniony do ruchu 29.12.1999 r. Pozostałe wagony dostarczano i wdrażano do ruchu w 2000 r. Modernizacja układu elektrycznego pozwoliła na bezproblemową jazdę trasą na Chełm (występowało izolowanie się falowników). Wagonom przydzielono zakres numerów 1001–1004. |
|                                                     | Konstal 114Na                                       | 2                                                   | 1997 modernizacja: 2012, 2016–2017                  | 13%                                                 | Pierwsze wagony w Gdańsku z częścią niskopodłogową. Posiadają 13% niskiej podłogi. Na początku wagony skierowano do obsługi linii 12. Wagonom przydzielono numery 1501 i 1502. Pierwszy zmodernizowany został w 2012, drugi - w latach 2016-2017. |
| Liczba pojazdów                                     | Liczba pojazdów                                     | Liczba pojazdów                                     | Liczba pojazdów                                     | Liczba pojazdów                                     | 141 |
| Udział pojazdów niskowejściowych i niskopodłogowych | Udział pojazdów niskowejściowych i niskopodłogowych | Udział pojazdów niskowejściowych i niskopodłogowych | Udział pojazdów niskowejściowych i niskopodłogowych | Udział pojazdów niskowejściowych i niskopodłogowych | 100% |
| Udział pojazdów całkowicie niskopodłogowych         | Udział pojazdów całkowicie niskopodłogowych         | Udział pojazdów całkowicie niskopodłogowych         | Udział pojazdów całkowicie niskopodłogowych         | Udział pojazdów całkowicie niskopodłogowych         | 50% |

### Tabor historyczny
| Model            | Zdjęcie | Okres eksploatacji danego typu w Gdańsku | Rok produkcji | Numer taborowy | Uwagi | Uwagi |
| ---------------- | ------- | ---------------------------------------- | ------------- | -------------- | --- | --- |
| Konny Grums      |         | 1873–?                                   | 1873          | 3              | Wagon nr 3 pochodzi z pierwszej serii 18 tramwajów konnych zamówionych dla linii Centrum-Oliwa. Pierwotnie był to wagon piętrowy zaprzężony w 2 konie. Po elektryfikacji w 1896 r. przebudowany na jednopoziomową doczepkę do wagonów silnikowych. Dł. pojazdu 7000 mm, szer. 2090 mm, rozstaw osi 2000 mm, masa 3000 kg, miejsc siedzących 36. | Wagon nr 3 pochodzi z pierwszej serii 18 tramwajów konnych zamówionych dla linii Centrum-Oliwa. Pierwotnie był to wagon piętrowy zaprzężony w 2 konie. Po elektryfikacji w 1896 r. przebudowany na jednopoziomową doczepkę do wagonów silnikowych. Dł. pojazdu 7000 mm, szer. 2090 mm, rozstaw osi 2000 mm, masa 3000 kg, miejsc siedzących 36. |
| Tw245 (Bergmann) |         | 1927–1973                                | 1927          | 266            | Wagony produkowano w DWF w 1927 r. z okazji oddania trasy na miejskie kąpielisko Stogi. Ostatni wagon liniowo jechał dnia 31 marca 1973. Oficjalnie wagon nosi numer 266 (dawniej 01266). | Wagony produkowano w DWF w 1927 r. z okazji oddania trasy na miejskie kąpielisko Stogi. Ostatni wagon liniowo jechał dnia 31 marca 1973. Oficjalnie wagon nosi numer 266 (dawniej 01266). |
| Tw269 (Ring)     |         | 1930–1958                                | 1930          | 273            | Wyprodukowany w 1930 r. w Gdańskiej Fabryce Wagonów. W latach 80. trafił do Krakowa, gdzie stał praktycznie nietknięty przez ponad 25 lat. Wyremontowany przez MPK Kraków na zlecenie Zakładu Komunikacji Miejskiej w Gdańsku. Wagon nosi numer 273.                                                                                            | Wyprodukowany w 1930 r. w Gdańskiej Fabryce Wagonów. W latach 80. trafił do Krakowa, gdzie stał praktycznie nietknięty przez ponad 25 lat. Wyremontowany przez MPK Kraków na zlecenie Zakładu Komunikacji Miejskiej w Gdańsku. Wagon nosi numer 273. |
| Tw290 (KSW)      |         | 1944-1973                                | 1948          | 510            | Przywieziony z muzeum tramwajów w Wuppertal 24.01.2024 r. Oczekuje na remont. | Przywieziony z muzeum tramwajów w Wuppertal 24.01.2024 r. Oczekuje na remont. |
| N                |         | 1951–1986                                | 1952          | 11             | Dawny techniczny 05914, oficjalny numer wagonu to 11. | Dawny techniczny 05914, oficjalny numer wagonu to 11. |
| ND               |         | 1950-1986                                | 1955          | 9016           | Obecnie wagon silnikowy N, czeka na modernizację. Po modernizacji będzie służył jako doczepa (ND). | Obecnie wagon silnikowy N, czeka na modernizację. Po modernizacji będzie służył jako doczepa (ND). |
| 102Na            |         | 1970–1988                                | 1970          | 1105           | Ostatnią sztukę zezłomowano w 2006 r., obecny został sprowadzony z MPK Wrocław, 8 stycznia 2009 r. i poddany renowacji. Obecny numer wagonu to 1105 (W Gdańsku do 2011 r. jako 1105, w latach 2011–2018 nosił numer 3007, a od 2018 r. ponownie 1105. We Wrocławiu nosił numer 2007).                                                           | Ostatnią sztukę zezłomowano w 2006 r., obecny został sprowadzony z MPK Wrocław, 8 stycznia 2009 r. i poddany renowacji. Obecny numer wagonu to 1105 (W Gdańsku do 2011 r. jako 1105, w latach 2011–2018 nosił numer 3007, a od 2018 r. ponownie 1105. We Wrocławiu nosił numer 2007). |
| 102Na            |         | 1970–1988                                | 1972          | 2061           | Sprowadzony w 2018 r. z Wrocławia przez Sebastiana Zomkowskiego, ówczesnego dyrektora ZTM Gdańsk. Przekazany pod opiekę GAIT. Obecnie czeka na remont w zajezdni autobusowej na Hallera. | Sprowadzony w 2018 r. z Wrocławia przez Sebastiana Zomkowskiego, ówczesnego dyrektora ZTM Gdańsk. Przekazany pod opiekę GAIT. Obecnie czeka na remont w zajezdni autobusowej na Hallera. |
| 105N             |         | 1975–2004/2005                           | 1977          | 06205          | Gdy wysłano ostatnie wagony 105N do MPK Łódź na przebudowę, wagonowi 1234 przywrócono w warsztatach ZKM oryginalny wygląd tzw. szybkowca. Pierwotnie planowano renowację wagonu 1205, okazało się jednak że jest w bardzo złym stanie i postanowiono wybrać inny wagon zbudowany w podobnym okresie. Oficjalny numer wagonu to 06205.           | Gdy wysłano ostatnie wagony 105N do MPK Łódź na przebudowę, wagonowi 1234 przywrócono w warsztatach ZKM oryginalny wygląd tzw. szybkowca. Pierwotnie planowano renowację wagonu 1205, okazało się jednak że jest w bardzo złym stanie i postanowiono wybrać inny wagon zbudowany w podobnym okresie. Oficjalny numer wagonu to 06205. |
| 105NCh           | [ 106 ] | 1981–2021                                | 1982          | 06300          | Tworzy skład 06300+06299+06309 w historycznym malowaniu. Pierwotnie jako 105Na. Następnie przebudowany na 105NCh. Obecnie przygotowywany do przebudowy na 105Na. | W lutym 1981 r. trasę Chorzów-Gdańsk pokonały pierwsze wagony 105Na. Szczyt dostaw przypadł na rok 1983, kiedy do Gdańska przybyło aż 30 wagonów. Ostatnie fabrycznie nowe wozy tego typu dotarły do Gdańska w 1990 r. Do 2004 r. wszystkie wagony 105N zostały zmodernizowane do typu 105Na. Od 2012 r. wszystkie wagony stacjonowały w zajezdni Nowy Port. Wagonom przydzielono zakres numerów 1200–1428. Do marca 2021 wagony można było spotkać na linii 8; między nimi kursowały 2 składy trójwagonowe. 4 marca 2021 tramwaje tego typu po raz ostatni wykonywały zadania liniowe, 5 marca odbyło się uroczyste pożegnanie z udziałem Prezydent Miasta, a 6 marca 2021 odbyły się ostatnie jazdy pożegnalne z udziałem pasażerów („Goodbye 105N”). |
| 105NCh           | [ 106 ] | 1981–2021                                | 1982          | 06299          | Tworzy skład 06300+06299+06309 w historycznym malowaniu. Pierwotnie jako 105Na. Następnie przebudowany na 105NCh. Obecnie przygotowywany do przebudowy na 105Na. | W lutym 1981 r. trasę Chorzów-Gdańsk pokonały pierwsze wagony 105Na. Szczyt dostaw przypadł na rok 1983, kiedy do Gdańska przybyło aż 30 wagonów. Ostatnie fabrycznie nowe wozy tego typu dotarły do Gdańska w 1990 r. Do 2004 r. wszystkie wagony 105N zostały zmodernizowane do typu 105Na. Od 2012 r. wszystkie wagony stacjonowały w zajezdni Nowy Port. Wagonom przydzielono zakres numerów 1200–1428. Do marca 2021 wagony można było spotkać na linii 8; między nimi kursowały 2 składy trójwagonowe. 4 marca 2021 tramwaje tego typu po raz ostatni wykonywały zadania liniowe, 5 marca odbyło się uroczyste pożegnanie z udziałem Prezydent Miasta, a 6 marca 2021 odbyły się ostatnie jazdy pożegnalne z udziałem pasażerów („Goodbye 105N”). |
| 105NCh           | [ 106 ] | 1981–2021                                | 1983          | 06309          | Tworzy skład 06300+06299+06309 w historycznym malowaniu. Pierwotnie jako 105Na. Następnie przebudowany na 105NCh. Obecnie przygotowywany do przebudowę na 105Na. | W lutym 1981 r. trasę Chorzów-Gdańsk pokonały pierwsze wagony 105Na. Szczyt dostaw przypadł na rok 1983, kiedy do Gdańska przybyło aż 30 wagonów. Ostatnie fabrycznie nowe wozy tego typu dotarły do Gdańska w 1990 r. Do 2004 r. wszystkie wagony 105N zostały zmodernizowane do typu 105Na. Od 2012 r. wszystkie wagony stacjonowały w zajezdni Nowy Port. Wagonom przydzielono zakres numerów 1200–1428. Do marca 2021 wagony można było spotkać na linii 8; między nimi kursowały 2 składy trójwagonowe. 4 marca 2021 tramwaje tego typu po raz ostatni wykonywały zadania liniowe, 5 marca odbyło się uroczyste pożegnanie z udziałem Prezydent Miasta, a 6 marca 2021 odbyły się ostatnie jazdy pożegnalne z udziałem pasażerów („Goodbye 105N”). |
| 105Na            |         | 1981–2021                                | 1978          | 1241           | Od 3.09.2015 ustawiony jako pomnik na ul. Wróbla. | W lutym 1981 r. trasę Chorzów-Gdańsk pokonały pierwsze wagony 105Na. Szczyt dostaw przypadł na rok 1983, kiedy do Gdańska przybyło aż 30 wagonów. Ostatnie fabrycznie nowe wozy tego typu dotarły do Gdańska w 1990 r. Do 2004 r. wszystkie wagony 105N zostały zmodernizowane do typu 105Na. Od 2012 r. wszystkie wagony stacjonowały w zajezdni Nowy Port. Wagonom przydzielono zakres numerów 1200–1428. Do marca 2021 wagony można było spotkać na linii 8; między nimi kursowały 2 składy trójwagonowe. 4 marca 2021 tramwaje tego typu po raz ostatni wykonywały zadania liniowe, 5 marca odbyło się uroczyste pożegnanie z udziałem Prezydent Miasta, a 6 marca 2021 odbyły się ostatnie jazdy pożegnalne z udziałem pasażerów („Goodbye 105N”). |
| 105Na            |         | 1981–2021                                | 1984          | 1341           | Tworzy skład 1341+1342. Oczekuje na remont. | W lutym 1981 r. trasę Chorzów-Gdańsk pokonały pierwsze wagony 105Na. Szczyt dostaw przypadł na rok 1983, kiedy do Gdańska przybyło aż 30 wagonów. Ostatnie fabrycznie nowe wozy tego typu dotarły do Gdańska w 1990 r. Do 2004 r. wszystkie wagony 105N zostały zmodernizowane do typu 105Na. Od 2012 r. wszystkie wagony stacjonowały w zajezdni Nowy Port. Wagonom przydzielono zakres numerów 1200–1428. Do marca 2021 wagony można było spotkać na linii 8; między nimi kursowały 2 składy trójwagonowe. 4 marca 2021 tramwaje tego typu po raz ostatni wykonywały zadania liniowe, 5 marca odbyło się uroczyste pożegnanie z udziałem Prezydent Miasta, a 6 marca 2021 odbyły się ostatnie jazdy pożegnalne z udziałem pasażerów („Goodbye 105N”). |
| 105Na            | [ 109 ] | 1981–2021                                | 1984          | 1342           | Tworzy skład 1341+1342. Oczekuje na remont. | W lutym 1981 r. trasę Chorzów-Gdańsk pokonały pierwsze wagony 105Na. Szczyt dostaw przypadł na rok 1983, kiedy do Gdańska przybyło aż 30 wagonów. Ostatnie fabrycznie nowe wozy tego typu dotarły do Gdańska w 1990 r. Do 2004 r. wszystkie wagony 105N zostały zmodernizowane do typu 105Na. Od 2012 r. wszystkie wagony stacjonowały w zajezdni Nowy Port. Wagonom przydzielono zakres numerów 1200–1428. Do marca 2021 wagony można było spotkać na linii 8; między nimi kursowały 2 składy trójwagonowe. 4 marca 2021 tramwaje tego typu po raz ostatni wykonywały zadania liniowe, 5 marca odbyło się uroczyste pożegnanie z udziałem Prezydent Miasta, a 6 marca 2021 odbyły się ostatnie jazdy pożegnalne z udziałem pasażerów („Goodbye 105N”). |

Modele przedwojennych gdańskich tramwajów są prezentowane na wystawie w Strefie Historycznej Wolne Miasto Gdańsk przy Długim Targu.

### Tabor techniczny
- wagon gospodarczy typu Konstal N
- spalinowa drezyna sieciowa WMS-01L
- wagon szlifierka typu AEG
- 2 wagony gospodarcze przebudowane z Konstal 105N
- 6 pługów wirnikowych przebudowanych z wagonów Konstal 4N
- wagon manewrowy używany na terenie zajezdni typu Konstal 4N
- wagon AEG dawniej używany do przepychania wagonów kolejowych

### Patroni gdańskich tramwajów
Alstom Citadis 100:
- 1001 – Marian Górecki
- 1002 – Franciszek Rogaczewski
- 1003 – Bronisław Komorowski
- 1004 – Bruno Binnebesel[111][112]

Konstal 114Na:
- 1501 – Stanisława Przybyszewska[113]

Bombardier Flexity Classic NGT6-2GD:
- 1005 – Oscar Kupferschmidt
- 1006 – Leopold von Winter
- 1007 – Eduard Friedrich Wiebe

Pesa Swing 120NaG:
- 1011 – Daniel Gralath
- 1012 – Władysław Czerny
- 1013 – Jan Heweliusz
- 1014 – Jan Uphagen
- 1015 – Daniel Gabriel Fahrenheit
- 1016 – Arthur Schopenhauer
- 1017 – Sat-Okh – Długie Pióro Stanisław Supłatowicz
- 1018 – Daniel Chodowiecki
- 1019 – Franciszek Mamuszka
- 1020 – Maurycy Ferber[114]
- 1021 – Jerzy Stankiewicz
- 1022 – Elżbieta Koopman Heweliusz
- 1023 – Eduard Friedrich von Conradi
- 1024 – Jan Flachsbinder-Dantyszek
- 1025 – Johanna Henriette Schopenhauer
- 1026 – Jan Jerzy Forster
- 1027 – Paweł Pater
- 1028 – Jeremiasz Falck
- 1029 – Joachim Oelhaf
- 1030 – Filip Clüver
- 1031 – Franciszek Kręcki (od 2020, wcześniej do 2017 Adolf Friedrich Johann Butenandt[a][115])
- 1032 – Gottfried Lengnich
- 1033 – Andreas Schlüter Młodszy
- 1034 – Jakub Teodor Klein
- 1035 – Hugo Conwentz
- 1036 – Aleksander Süchten
- 1037 – Bartłomiej Keckermann
- 1038 – Alf Liczmański
- 1039 – Krzysztof Klenczon
- 1040 – Andrzej Sulewski
- 1041 – Maciej Płażyński
- 1042 – Anna Walentynowicz
- 1043 – Marian Seredyński
- 1044 – Szczepan Pilecki
- 1045 – Maciej Gwiazda

Pesa Jazz Duo 128NG:
- 1051 – Aram Rybicki
- 1052 – Erich Volmar
- 1053 – Jan Wulff
- 1054 – Lesser Giełdziński
- 1055 – Willi Drost
- 1056 – Olga Krzyżanowska[116]
- 1057 – Alina Pienkowska
- 1058 – Balbina i Michał Bellwon[117][118]
- 1059 – Lech Bądkowski
- 1060 – Anna Podhajska[119][120]
- 1061 – Brunon Zwarra[121]
- 1062 – Zbigniew Cybulski[122]
- 1063 – Jerzy Doerffer
- 1064 – Janusz Sokołowski[123]
- 1065 – Andrzej Grubba
- 1066 – Giovanni Bernardino Bonifacio (Markiz Bonifacio)[124]
- 1067 – Zbigniew i Maciej Kosycarze[125][126]
- 1068 – Antoni Lendzion[127][128]
- 1069 – Zbigniew Jujka[129]
- 1070 – Roman Rogocz[130]
- 1071 – Hermann Kulling[131][9]
- 1072 – Wanda Szczepuła[132]
- 1073 – Aleksandra Olszewska[133]
- 1074 – Janina Jarzynówna-Sobczak[134]
- 1075 – Jerzy Samp[135]
- 1076 – Andrzej Wajda[136]
- 1077 – Jan Zachwatowicz[137]
- 1078 – Piotr Dwojacki[138]
- 1079 – Marian Kołodziej[139]
- 1080 – Zygmunt Chychła[140]
- 1081 – Abraham van den Blocke[141]
- 1082 – Zdzisław Kieturakis[142]